# Châteaudun
Châteaudun est une commune française, chef-lieu d'arrondissement d'Eure-et-Loir dans la région Centre-Val de Loire.
Située dans le sud-ouest du Bassin parisien, la ville est arrosée par le Loir.

## Géographie

### Situation
Située aux portes de la Beauce à l'est et du Perche (ou Perche Dunois) à l'ouest, la cité, capitale du Dunois, est bâtie sur un éperon rocheux surplombant le Loir. Cette position naturelle et sa situation à la croisée des deux voies romaines reliant Chartres à Tours et Orléans au Mans l'ont vouée à être une place forte probablement dès l'époque romaine. Elle est déjà mentionnée par Grégoire de Tours à la fin du VIe siècle sous le nom de Castum-Dunense.

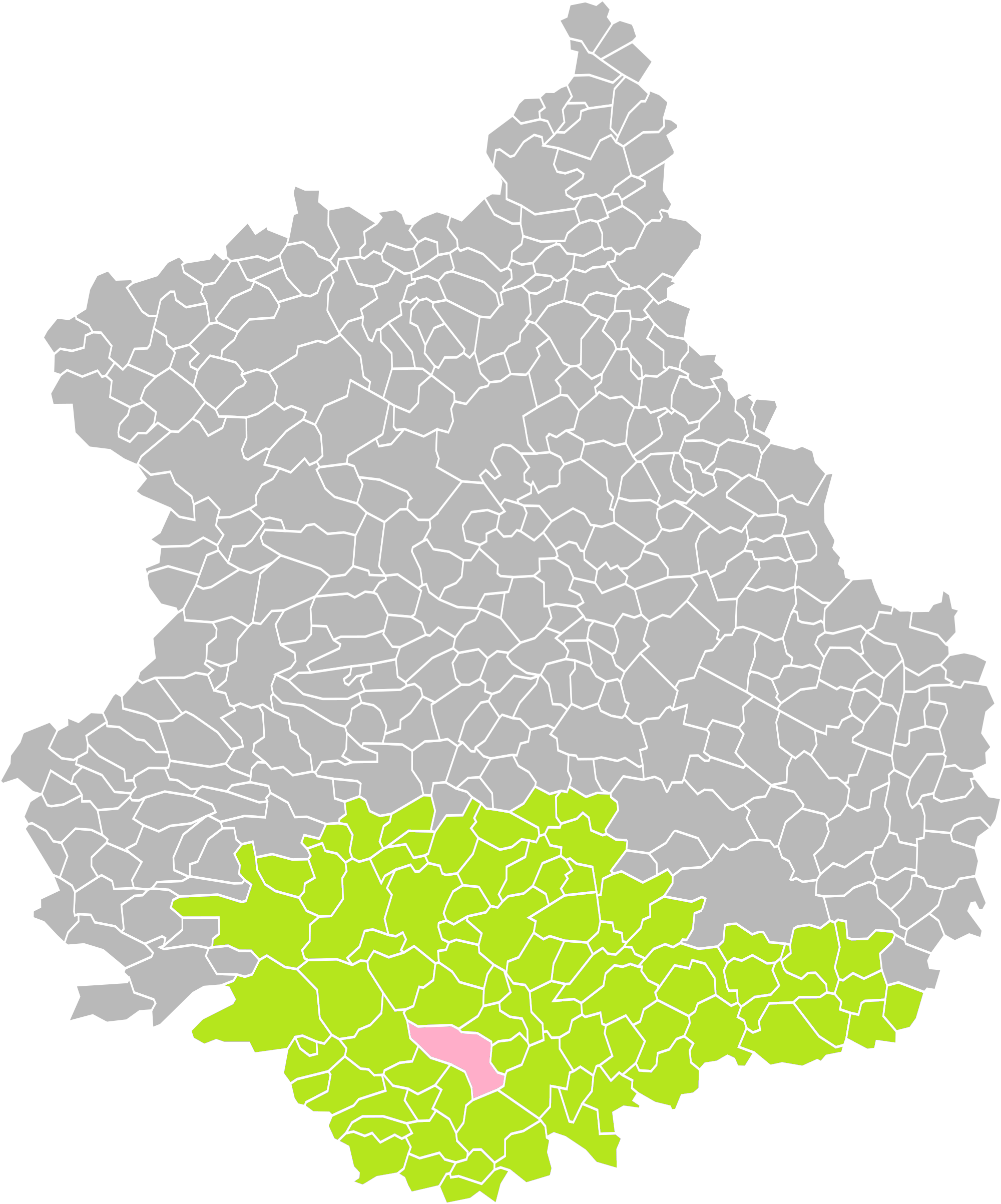
Position de Châteaudun (en rose) dans son arrondissement (en vert) au sein du département d'Eure-et-Loir (grisé).

Carte de la commune de Châteaudun et des communes limitrophes

### Communes limitrophes
| Lanneray              | Marboué              | Donnemain-Saint-Mamès   |
| Saint-Denis-les-Ponts | Châteaudun           | Jallans                 |
| Douy                  | La Chapelle-du-Noyer | Lutz-en-Dunois Thiville |

### Hydrographie
La commune est traversée par la rivière le Loir, sous-affluent du fleuve la Loire, par la Sarthe et la Maine. Châteaudun bénéficie d'une station hydrologique depuis 1850 : la hauteur maximale instantanée, relevée le 13 mars 2013, est de 1,08 m.

### Climat
La station météorologique de Météo-France, implantée sur la base aérienne 279, à une altitude de 126 m, relève quotidiennement plusieurs paramètres. Le climat à Châteaudun est un climat tempéré, de type océanique dégradé, soumis aux influences océaniques venant de l'ouest et continentales venant de l'est. Les épisodes orageux sont peu nombreux et majoritairement concentrés durant l'été. La pluviométrie est relativement basse, très inférieure à la moyenne nationale avec, sur la période 1961-1990, une moyenne de précipitations annuelles de 662 mm ; les mois les plus pluvieux sont ceux de l'automne ainsi que mai. Sur cette même période, la température moyenne annuelle est de 10,3 °C, le mois le plus froid est janvier, avec 3 °C et le plus chaud est juillet, avec 18,2 °C.
L'analyse des données de la décennie 1991-2000 par rapport aux trente années précédentes montre un net réchauffement et une baisse significative des précipitations. La température moyenne annuelle est de 11,2 °C et tous les mois de l'année enregistrent une augmentation. Quant à la moyenne des précipitations, elle est très inférieure avec 617 mm.
| Ville,            | Ensoleillement | Pluie       | Neige   | Orage   | Brouillard |
| ----------------- | -------------- | ----------- | ------- | ------- | ---------- |
| Lille             | 1 600 h/an     | 687 mm/an   | 19 j/an | 19 j/an | 69 j/an    |
| Strasbourg        | 1 637 h/an     | 610 mm/an   | 30 j/an | 29 j/an | 65 j/an    |
| Nice              | 2 694 h/an     | 767 mm/an   | 1 j/an  | 31 j/an | 1 j/an     |
| Pau               | 1 849 h/an     | 1 121 mm/an | 6 j/an  | 27 j/an | 42 j/an    |
| Brest             | 1 749 h/an     | 1 109 mm/an | 9 j/an  | 11 j/an | 74 j/an    |
| Châteaudun        | 1 818 h/an     | 612 mm/an   | 13 j/an | 15 j/an | 48 j/an    |
| Moyenne nationale | 1 973 h/an     | 770 mm/an   | 14 j/an | 22 j/an | 40 j/an    |

À Châteaudun, les records de température maximale et minimale sont, respectivement de 41,7 °C le 25 juillet 2019 et −18,8 °C le 17 janvier 1985. Le record de la vitesse du vent a été enregistré le 26 décembre 1999 lors de la tempête connue sous le nom d'ouragan Lothar, avec 144 km/h, et celui des plus fortes précipitations l'a été le 6 juillet 2001 avec 57,8 mm.
| Mois                                                              | J   | F   | M   | A   | M    | J    | J    | A    | S    | O    | N   | D   | Année |
| ----------------------------------------------------------------- | --- | --- | --- | --- | ---- | ---- | ---- | ---- | ---- | ---- | --- | --- | ----- |
| Températures moyennes (sous abri, normales) °C, période 1961-1990 | 3,0 | 4,0 | 6,4 | 9,1 | 12,7 | 15,9 | 18,2 | 17,9 | 15,5 | 11,4 | 6,3 | 3,6 | 10,3  |
| Précipitations (hauteur moyenne en mm, période 1961-1990)         | 55  | 51  | 53  | 50  | 64   | 53   | 49   | 48   | 57   | 62   | 64  | 56  | 662   |
| Source: Météo France,                                             |     |     |     |     |      |      |      |      |      |      |     |     |       |

| Mois                                                              | J   | F   | M   | A   | M    | J    | J    | A    | S    | O    | N   | D   | Année |
| ----------------------------------------------------------------- | --- | --- | --- | --- | ---- | ---- | ---- | ---- | ---- | ---- | --- | --- | ----- |
| Températures moyennes (sous abri, normales) °C, période 1991-2000 | 4,2 | 4,7 | 7,8 | 9,6 | 13,8 | 16,5 | 19,1 | 19,8 | 15,6 | 11,3 | 6,9 | 4,7 | 11,2  |
| Précipitations (hauteur moyenne en mm, période 1991-2000)         | 54  | 45  | 30  | 58  | 56   | 42   | 50   | 39   | 60   | 61   | 56  | 66  | 617   |
| Source: Météo France,                                             |     |     |     |     |      |      |      |      |      |      |     |     |       |

### Voies de communication et transports

#### Axes ferroviaires

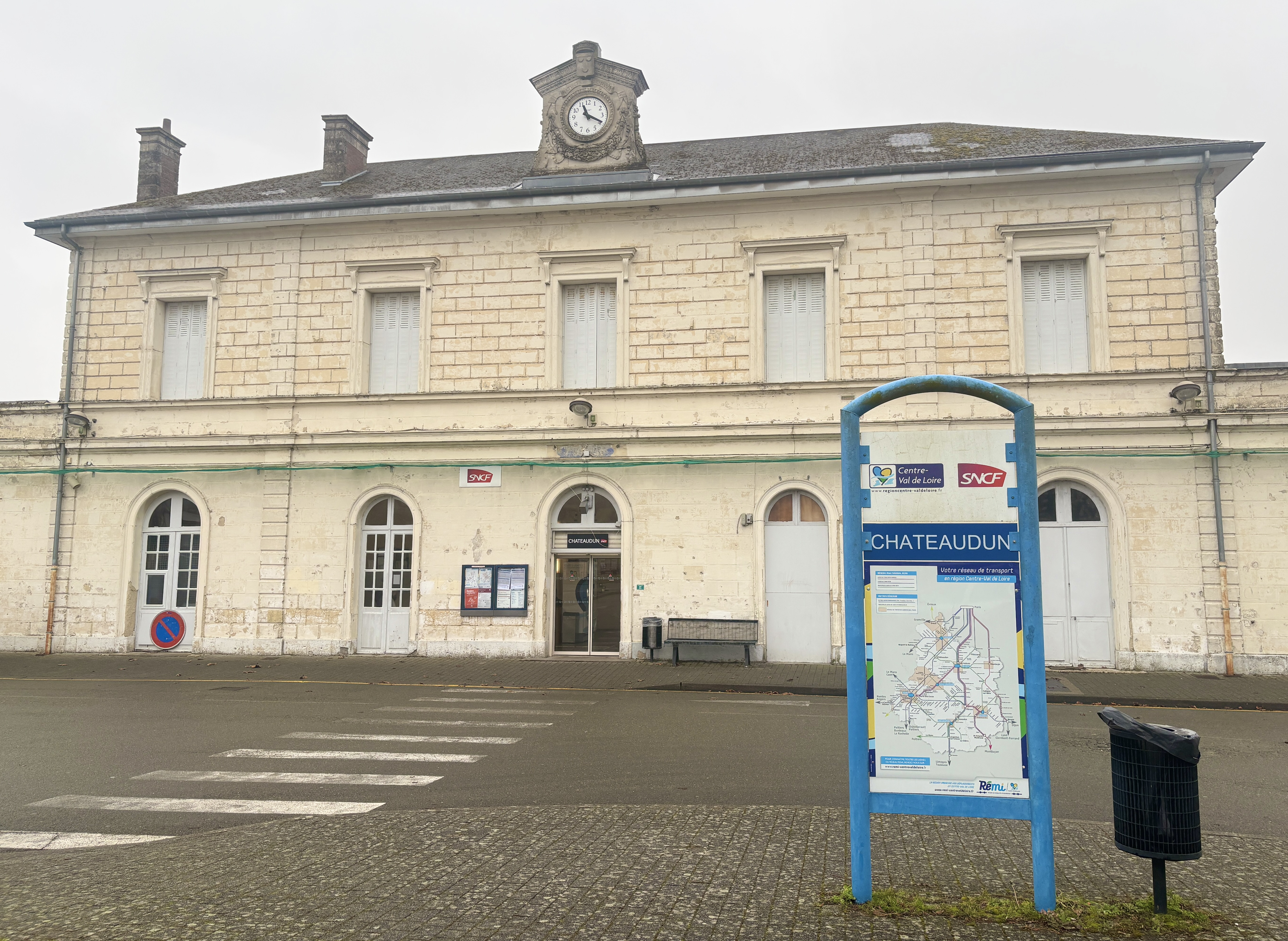
La gare en février 2025.

Châteaudun est desservie depuis 1865 par la ligne de chemin de fer Brétigny-Tours, assurée par les trains TER Centre-Val de Loire. Troisième axe ferroviaire reliant Tours à Paris, il a longtemps fait figure de parent pauvre du réseau. Non électrifié, à voie unique, il était si mal entretenu, qu'en raison du mauvais état des voies, les vitesses étaient limitées à 50 km/h sur certaines portions. Inscrits au contrat de projets État-Région 2007-2013 et financés par la région Centre-Val de Loire, les travaux ont permis la rénovation des voies entre Dourdan et Châteaudun durant 2009-2010, ainsi que la modernisation des infrastructures entre la cité dunoise et Tours. Désormais, les trains circulent à 140 km/h et le trajet Châteaudun-Paris Austerlitz s'effectue en 1h20. Un projet existe pour développer cette ligne TER afin de raccourcir le temps de trajet, porté notamment par le conseiller régional Fabien Verdier (devenu maire de Châteaudun en juillet 2020), qui l'a défendu auprès de la banque européenne d'investissement en 2016.
La Région Centre-Val de Loire a aussi rouvert au trafic voyageurs la ligne Chartres-Orléans, fermée depuis la Seconde Guerre mondiale et uniquement utilisée pour le trafic marchandises, principalement céréalier : cette réouverture a permis à Châteaudun d'être reliée, via Voves, aux préfectures départementale et régionale. Une voie ferrée directe existe entre Châteaudun et Patay, anciennement utilisée pour le fret de céréales, mais finalement abandonnée.
Le 17 décembre 2024, une maquette dévoilant le projet de Pôle d'échanges multimodal a été dévoilé, prévoyant des travaux de réhabilitation. Le début de ce chantier est prévu fin 2026, avec une date de livraison prévu début 2028. Ce projet a pour objectif de réhabiliter le bâtiment voyageurs, améliorer son accessibilité et de relier plus rapidement le centre-ville avec le quartier Beauvoir, via un passage sous-terrain.

#### Axes routiers
Châteaudun est accessible par six axes routiers, un majeur, la route nationale 10 qui la relie vers le nord à Chartres, chef-lieu du département, et de là à la capitale française, et vers le sud à Tours, et cinq secondaires, les routes départementales D 31 (vers Meung-sur-Loire), D 924 (vers Blois), D 925 (vers Beaugency), D 927 (vers Pithiviers et Le Mans) et D 955 (vers Orléans et Alençon). Cette dernière supportant un trafic plus élevé que les autres départementales précédemment citées.
La ville n'est pas située à proximité immédiate des axes autoroutiers, sans en être excessivement éloignée ; ainsi, l'accès à l'Autoroute A11 est soit à 32 km ( 04 Brou), soit à 36 km ( 03 Chartres), tandis que celui à l'Autoroute A10 est soit à 46 km ( 12 Allaines), soit à 44 km ( 14 Orléans-Nord). L'autoroute A110, un projet de doublement, entre Ablis et Tours, de l'actuelle autoroute A 10, pourrait desservir Châteaudun, à l'horizon 2025-2030, quelle que soit la solution retenue (nouvelle autoroute concédée de Ablis à Sorigny, ou aménagement à 2 × 2 voies de la N 10 du sud de Chartres à Vendôme, ou autoroute concédée de Ablis à Châteaudun, N 10 aménagée jusqu'à Vendôme, puis autoroute concédée jusqu'à Sorigny).
Désiré et réclamé par les dunois depuis plus de vingt ans, le contournement de la ville, par l'est, est devenu réalité le 13 juillet 2007 avec l'inauguration et l'ouverture du tronçon sud, d'une longueur de 2,6 km, après celles de la section nord, le 8 juillet 2003. Longue de 7 km, réalisée à 2 × 1 voie et avec quatre giratoires, cette déviation assure la continuité du trafic de transit de la RN 10 qui supportait, dans la traversée de Châteaudun, un trafic de 16 000 véhicules par jour, dont 16,5 % de poids lourds, source indéniable de nuisances environnementales et de difficultés de circulation.

Affiche du C'Bus.

#### Transports en commun
Dans Châteaudun circule une flotte de bus gratuit nommée C'Bus, qui relie également la ville à Jallans.

#### Transports aériens

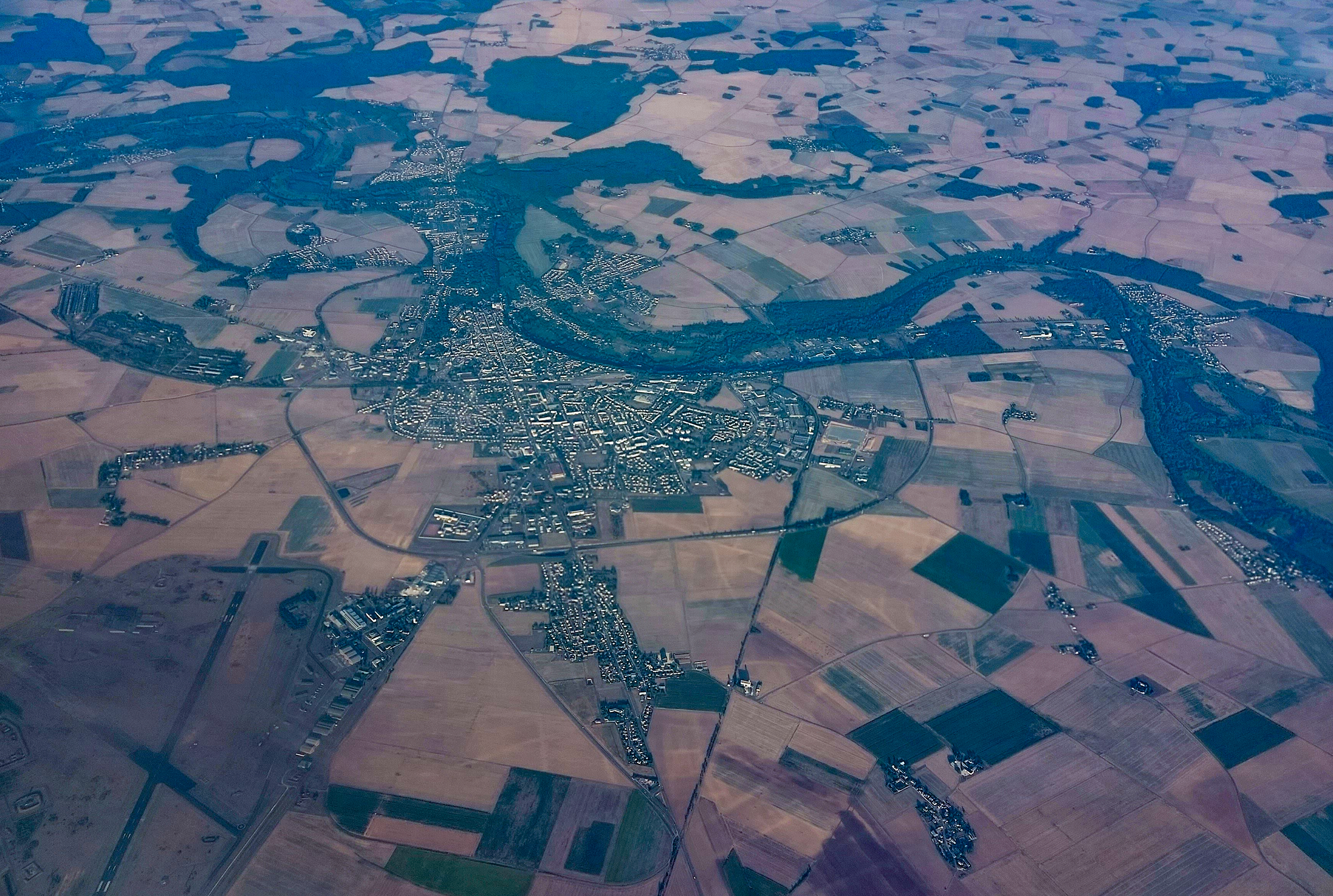
Vue aérienne de Châteaudun et de la base aérienne 279.

L'aéroport commercial le plus proche de Châteaudun est celui de Tours Val de Loire, à 95 km et le seul dont dispose la région Centre-Val de Loire mais avec trois lignes régulières opérationnelles, à destination de Londres Stansted, de Figari et, depuis juin 2008, de Dublin, la desserte aérienne de Châteaudun est assurée par les deux aéroports parisiens, Orly et Roissy-Charles-de-Gaulle, situés, respectivement, à 125 et 157 km.
Châteaudun dispose du terrain d'aviation militaire, celui de l'ex-base aérienne 279 Châteaudun, utilisé par les pilotes privés, notamment, ceux de l'aéro-club local.
Un projet de conversion de cette base aérienne en petit aéroport civil est à l'étude, soutenu notamment par Gilles Savary, président du Conseil Supérieur de l'Aviation Civile. Ce petit aéroport est situé au centre du pôle de compétitivité POLEPHARMA, et pourrait donc attirer des chefs d'entreprise. Le maire de Châteaudun Fabien Verdier (alors conseiller municipal dans l'opposition), qui porte le projet auprès du ministère de la Défense, a organisé un vol civil expérimental le 22 mars 2017 avec Nicolas Guillemet, directeur général de l'entreprise dunoise Lachant Spring 28. Il a également contacté l'entreprise Air DG, basée dans le Val d'Oise et qui propose aux entreprises d'acheter des avions en copropriété. La société a signé en novembre 2017 une convention avec le ministère de la Défense qui l'autorise à utiliser la piste de l'EAR 279 pour faire décoller ou atterrir des avions civils.
Le 18 août 2017, la société Aero Sucess a signé une convention avec le ministère de la Défense lui permettant de faire décoller ou atterrir des avions depuis l'ex-base aérienne 279 Châteaudun. Ce projet d’aéroport est également soutenu par François Bonneau, président de la région Centre-Val de Loire. Plus de 92 % des habitants de Châteaudun soutiendraient le projet. Fabien Verdier a annoncé début juillet 2018 qu'il allait lancer avec la région des études stratégiques sur l'avenir de la base aérienne. Il propose notamment la création d'un campus de formation aéronautique et la création d'une filière aéronautique industrielle, en complément du petit aéroport civil. Durant l'été 2018, la fermeture de la base aérienne à l'horizon 2021 a été annoncée. En décembre 2018, le maire de Chartres, Jean-Pierre-Gorges, a proposé de faire de la base aérienne le troisième aéroport parisien.
Élu maire en juillet 2020, Fabien Verdier, également président de la communauté de communes du Grand Châteaudun propose aux entreprises de profiter de l'espace de la base. L’entreprise Drone Pro 360 Grand-Est s'est ainsi installée dans les anciens locaux du Centre de gestion des matériels techniques de l’armée de l’Air.
Le 4 décembre 2020, la ministre des Armées Florence Parly a annoncé que la base aérienne restera une « zone de restructuration de la défense » pour faciliter l'implantation de nouvelles activités. La cession des terrains à un euro symbolique à la communauté de communes du Grand Châteaudun sera possible, et la collection du Conservatoire d’aéronefs non-opérationnels sera maintenue. Le Maire de Châteaudun Fabien Verdier prévoit de construire un musée de l'air pour la valoriser.
Le 9 juillet 2021, Fabien Verdier a publié une tribune dans l'hebdomadaire Marianne pour demander un soutien de l'État dans la reconversion de la base aérienne en petit aéroport de civil vert. Depuis le 1er octobre 2022, le site aéronautique est devenu la propriété de la communauté de communes dunoises. L’aérodrome sera sous la responsabilité de la Société publique locale (SPL) Air Châteaudun, présidée par Fabien Verdier, en vue d’en faire un petit aéroport. Une centrale photovoltaïque de près de 83 ha va y être construite, et le maire étudie la possibilité de développer une filière de production d'hydrogène.

## Urbanisme

### Typologie
Au 1er janvier 2024, Châteaudun est catégorisée petite ville, selon la nouvelle grille communale de densité à 7 niveaux définie par l'Insee en 2022.
Elle appartient à l'unité urbaine de Châteaudun, une agglomération intra-départementale dont elle est ville-centre,. Par ailleurs la commune fait partie de l'aire d'attraction de Châteaudun, dont elle est la commune-centre,. Cette aire, qui regroupe 25 communes, est catégorisée dans les aires de moins de 50 000 habitants,.

### Occupation des sols

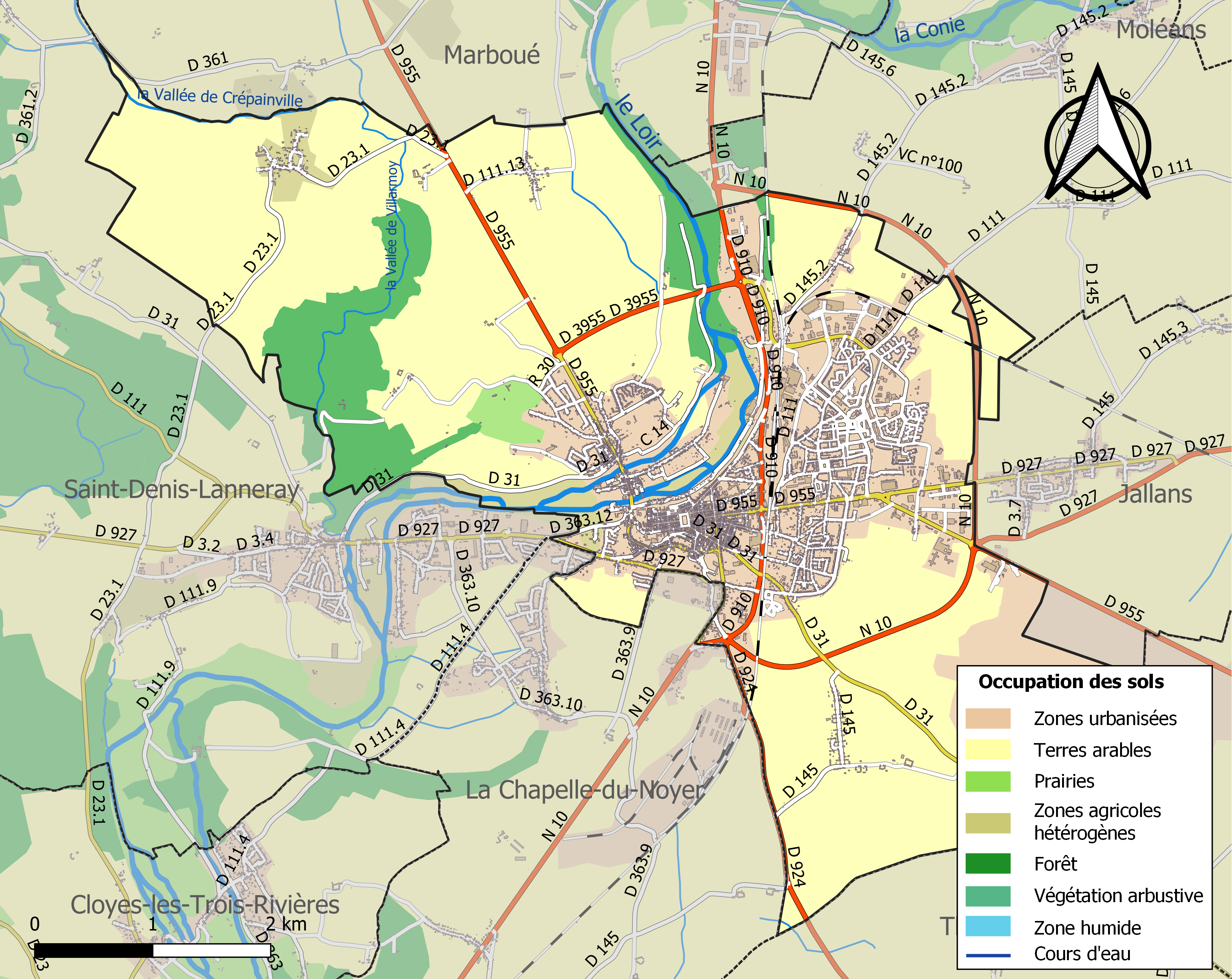
Carte des infrastructures et de l'occupation des sols de la commune en 2018 (CLC).

L'occupation des sols de la commune, telle qu'elle ressort de la base de données européenne d’occupation biophysique des sols Corine Land Cover (CLC), est marquée par l'importance des territoires agricoles (60,5 % en 2018), en diminution par rapport à 1990 (64,5 %). La répartition détaillée en 2018 est la suivante : 
terres arables (56,5 %), zones urbanisées (18,8 %), zones industrielles ou commerciales et réseaux de communication (12,5 %), forêts (8,1 %), zones agricoles hétérogènes (3,1 %), prairies (0,9 %). L'évolution de l’occupation des sols de la commune et de ses infrastructures peut être observée sur les différentes représentations cartographiques du territoire : la carte de Cassini (XVIIIe siècle), la carte d'état-major (1820-1866) et les cartes ou photos aériennes de l'IGN pour la période actuelle (1950 à aujourd'hui).

### Logement
Châteaudun comptait 6 617 logements en 1999, dont 89 % soit 5 890 de résidences principales, répartis en 3 834 maisons individuelles (57,90 %) et 2 783 appartements (42,10 %), (respectivement 72,60 % et 27,40 % pour la région Centre).
Le parc immobilier, constitué des résidences principales, date de la période 1949-1974 pour presque la moitié (48,10 %) et a été construit avant 1949 pour 24,50 % (respectivement 30,70 % et 34,30 % pour la région) ; comparé aux tendances régionales, l'âge moyen est inférieur même si les constructions neuves (5,50 % contre 9,60 %) sont très inférieures aux moyennes de la région. La taille des habitations de la ville est plutôt grande et peu différente de la moyenne régionale ; les 4 pièces et plus (59 %) sont majoritaires, suivis des 3 pièces (26,80 %), des 2 pièces (9,60 %) puis des studios (4,50 %). Les résidences principales ne possédant ni baignoire, ni douche représentent 2,20 % du parc régional, mais seulement 0,80 % à Châteaudun.
Les logements de la commune sont mieux équipés en chauffage central (95,70 % contre 83,90 % pour la région) mais moins bien pourvus en garage, boxe ou place de stationnement (57,60 % contre 66,60 %) que ceux de la région. Avec 2 012 logements HLM, soit 34,16 % du parc en 1999 (16,70 % dans la région), la ville respecte les dispositions de l’article 55 de la loi solidarité et renouvellement urbain (SRU) de décembre 2000 fixant à 20 % le taux minimum de logements sociaux pour les communes les plus importantes,.
Contrairement à la tendance régionale, les habitants sont majoritairement locataires de leur logement à 52,20 % contre 44,90 % qui en sont propriétaires (respectivement 36,10 % et 51,10 % dans la région) et 2,90 % sont logés à titre gratuit,.

### Risques majeurs
Le territoire de la commune de Châteaudun est vulnérable à différents aléas naturels : météorologiques (tempête, orage, neige, grand froid, canicule ou sécheresse), inondations, mouvements de terrains et séisme (sismicité très faible). Il est également exposé à un risque technologique, le transport de matières dangereuses. Un site publié par le BRGM permet d'évaluer simplement et rapidement les risques d'un bien localisé soit par son adresse soit par le numéro de sa parcelle.

#### Risques naturels
Certaines parties du territoire communal sont susceptibles d’être affectées par le risque d’inondation par débordement de cours d'eau, notamment le Loir. La commune a été reconnue en état de catastrophe naturelle au titre des dommages causés par les inondations et coulées de boue survenues en 1995, 1999, 2001, 2013 et 2021,.

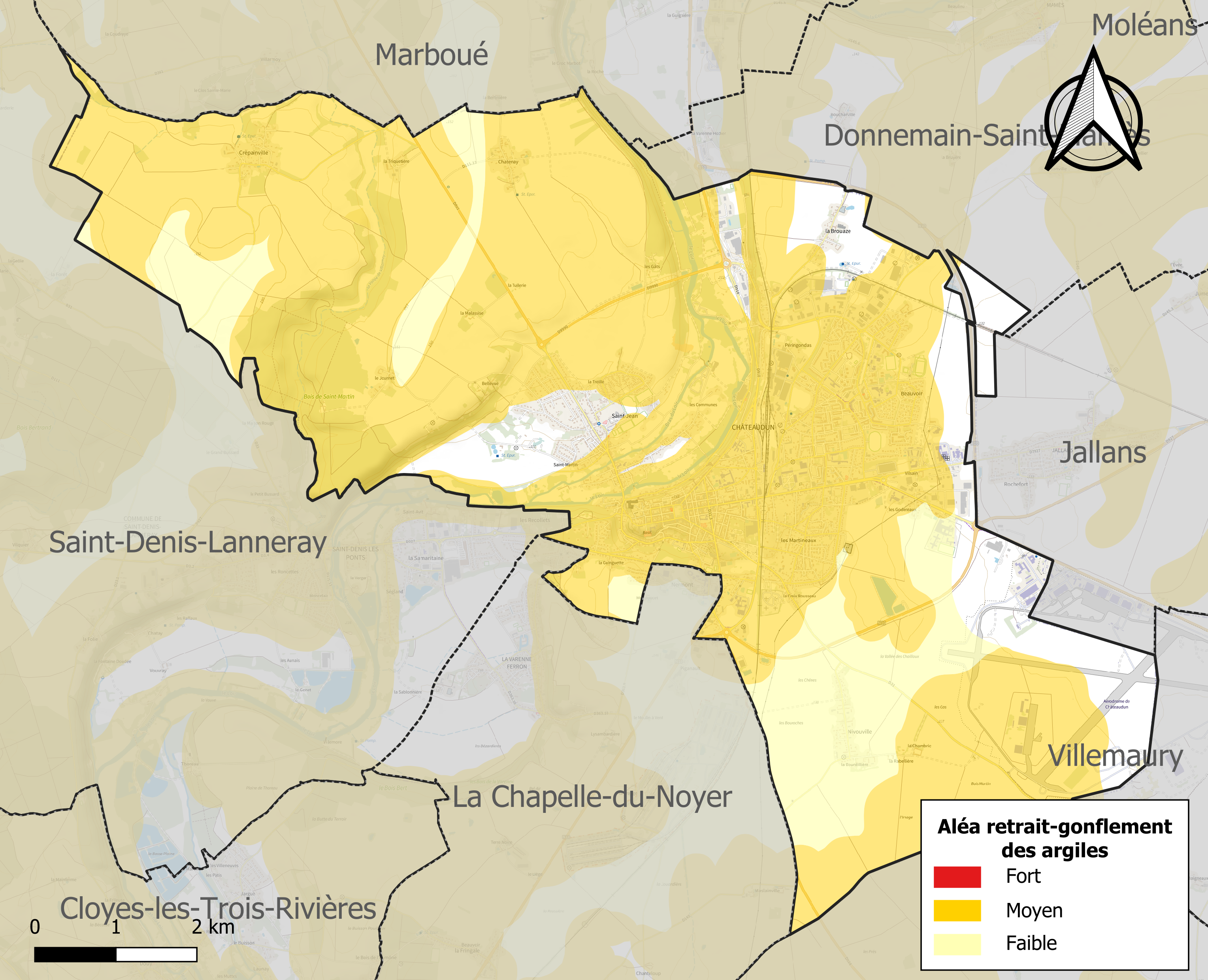
Carte des zones d'aléa retrait-gonflement des sols argileux de Châteaudun.

Les mouvements de terrains susceptibles de se produire sur la commune sont des mouvements de sols liés à la présence d'argile, des affaissements et effondrements liés aux cavités souterraines (hors mines) et des effondrements généralisés. L'inventaire national des cavités souterraines permet de localiser celles situées sur la commune.
Le retrait-gonflement des sols argileux est susceptible d'engendrer des dommages importants aux bâtiments en cas d’alternance de périodes de sécheresse et de pluie. 74,9 % de la superficie communale est en aléa moyen ou fort (52,8 % au niveau départemental et 48,5 % au niveau national). Sur les 4 044 bâtiments dénombrés sur la commune en 2019, 3635 sont en aléa moyen ou fort, soit 90 %, à comparer aux 70 % au niveau départemental et 54 % au niveau national. Une cartographie de l'exposition du territoire national au retrait gonflement des sols argileux est disponible sur le site du BRGM,.
Concernant les mouvements de terrains, la commune a été reconnue en état de catastrophe naturelle au titre des dommages causés par la sécheresse en 1989, 1991, 1993, 2005, 2009, 2018 et 2020, par des mouvements de terrain en 1983 et 1999 et par des glissements de terrain en 1983.

#### Risques technologiques
Le risque de transport de matières dangereuses sur la commune est lié à sa traversée par des infrastructures routières ou ferroviaires importantes ou la présence d'une canalisation de transport d'hydrocarbures. Un accident se produisant sur de telles infrastructures est en effet susceptible d’avoir des effets graves au bâti ou aux personnes jusqu’à 350 m, selon la nature du matériau transporté. Des dispositions d’urbanisme peuvent être préconisées en conséquence.

## Toponymie

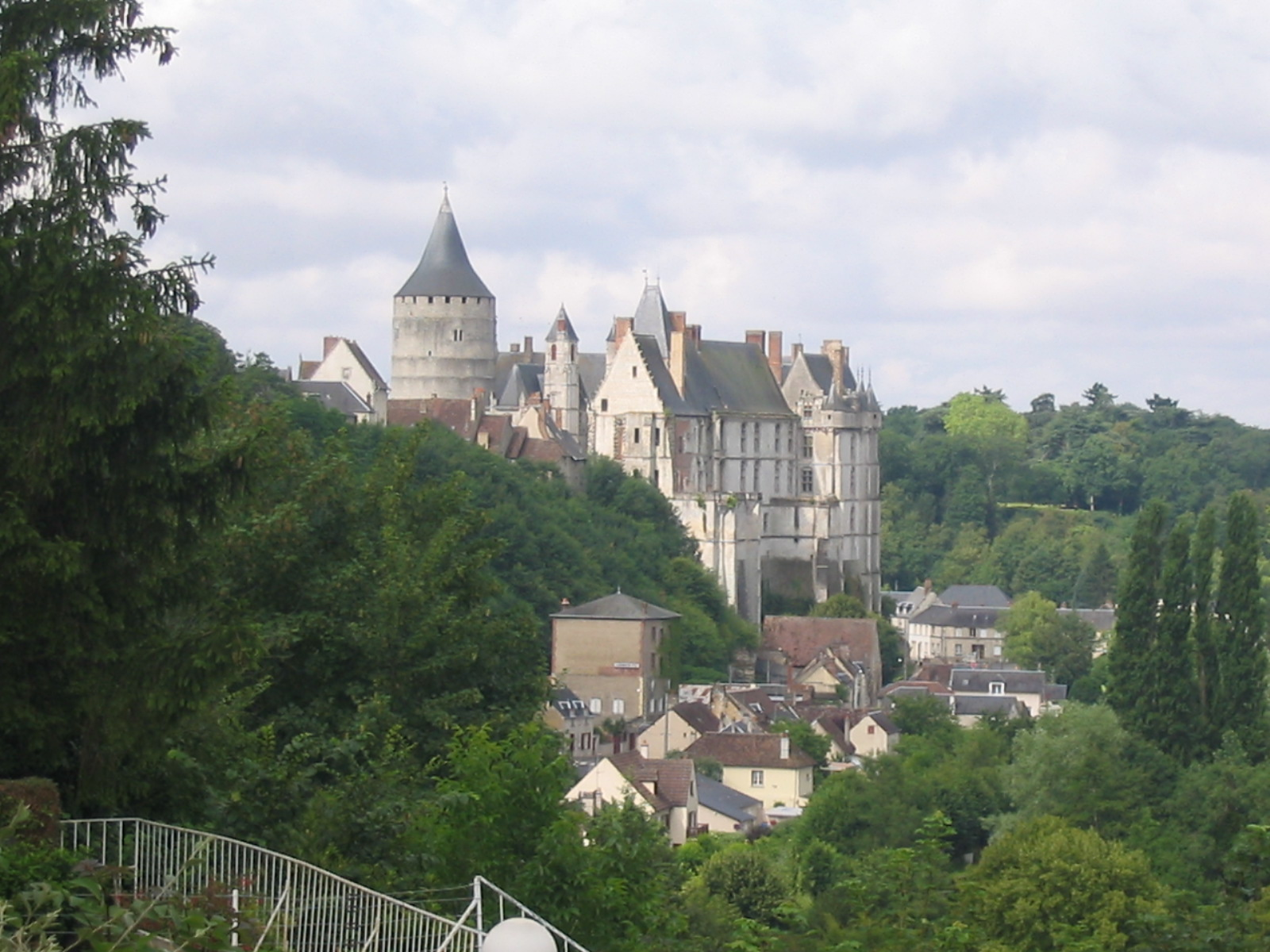
Le château.

Le nom de la localité est mentionné sous les formes ad Dunensem castrum au VIe siècle, Castriduni vers 1240, Chasteaudunum en 1580, puis Chasteau Dun en 1641.
Le nom de Châteaudun est composé de deux éléments : Château-, du gallo-roman castellu (> ancien français chastel, latin castellum) et l'autre -dun du gaulois dunon (latinisé en dunum dans les textes), tous deux de sens proches, voire équivalents pour désigner une forteresse. Ce mot gaulois dunon a laissé sa trace dans la toponymie française sous forme de terminaisons : -dun ; -don ; -un ; -on ; -an. Le plus souvent, il est associé à un nom commun ou à un nom propre gaulois comme à Loudun, Verdun, Dun-sur-Meuse, Meudon, Laon, Lyon, etc. Le nom de la ville pourrait constituer une tautologie, phénomène récurrent en toponymie, lorsqu'un élément, ici le gaulois dun(on), est devenu opaque.
Pendant la Révolution, la Convention nationale demanda à toutes les communes ayant un nom rappelant l'Ancien Régime ou la religion d'en changer ; ainsi, du 21 ventôse an II (11 mars 1794) au 22 pluviôse an III (10 février 1795), soit pendant onze mois, Châteaudun s'appela Dun-sur-Loir. Au-delà de sa dimension formelle, ce changement eut pour conséquence pratique, selon la rubrique historique d'un média local, de sauver la vie de douze personnes emprisonnées dans la ville. En effet, en pleine Terreur, le Comité de sûreté générale parisien demanda par courrier que ces détenus fussent transférés dans la capitale pour y être jugés mais, à la suite du changement de nom de la commune, la lettre parvint par erreur à Dun-sur-Auron, dans le Cher, et non à Dun-sur-Loir. Le temps qu'elle atteignît la destination voulue, Robespierre était tombé, le 9 thermidor an II (27 juillet 1794). La Terreur s'adoucit, une grande partie des suspects précédemment arrêtés furent relâchés et les douze prisonniers eurent ainsi la vie sauve.

## Histoire

### Antiquité
La présence d'un oppidum gaulois est attestée dès l'Antiquité. C'est sur le promontoire surplombant le Loir que l'oppidum fut bâti, probablement occupé par le peuple des Carnutes. 

### Moyen Âge
La ville subit un incendie en 911.
À partir du Xe siècle, la culture de la vigne se développe en Beauce. Le Dunois ne fait alors pas exception et la classe des vignerons devient l'une des plus représentées à Châteaudun.
En 1197, la ville bénéficie d'une charte d'affranchissement.

### Époque moderne
En 1590, des sympathisants de la Ligue catholique incendient les faubourgs de Châteaudun et les détruisent intégralement. Un peu plus d'un siècle plus tard, le faubourg Saint-Valérien subit de nouveaux, par deux fois, les dégâts du feu le 15 août 1691 et le 1er juillet 1700. Ce dernier sinistre détruisit une vingtaine de bâtiments.
À partir de 1721, le comté de Châteaudun appartient à Marie-Charles-Louis d'Albert de Luynes, cinquième duc de Luynes, à la suite de la mort de sa mère Louise-Léontine de Bourbon-Soissons-Neuchâtel. Le nouveau comte étant âgé de cinq ans, c'est son père, Charles-Philippe d'Albert de Luynes qui assure alors la gestion du Dunois. À cette époque, Châteaudun est une ville moyenne, peuplée d'environ 5 000 personnes en 1724. La cité a souffert économiquement au cours des deux siècles précédents. Le départ des comtes de Dunois de la ville en 1530 a amorcé le début d'un long déclin qui relègue Châteaudun de cité prospère à centre administratif de second rang au début du XVIIIe siècle. À cette époque, de nombreux vignerons habitent toujours dans les faubourgs de la ville auxquels se joignent également des journaliers. Le centre-ville intra-muros, est majoritairement habité par des marchands, des artisans et des notables. Les religieux présents en ville sont, eux, au nombre d'une soixantaine.
L’incendie du dimanche 20 juin 1723 joua un grand rôle dans l’histoire de Châteaudun, car il détruisit une grande moitié de la ville. L’incendie s’est déclaré dans le faubourg Saint-Valérien vers 14 heures dans la maison d'un vigneron connu sous le nom de Pierre Clément dit le Beau, au cours d'une période de temps sec et chaud. Si plusieurs causes furent évoquées au cours de l'histoire concernant l'élément déclencheur du sinistre, Arnaud Carobbi a montré que ces hypothèses n'étaient que des rumeurs qui n'avaient jamais été étayées par des faits. Un vent changeant soufflant ce jour semble avoir attisé les flammes et répandu le feu vers plusieurs directions différentes dans la ville. Le feu prit une grande ampleur car la plupart des matériaux utilisés pour la construction des habitations étaient combustibles tels que le chaume ou le bois. De plus, le bourg de Châteaudun étant situé sur un éperon rocheux, aucun obstacle ne permettait de se protéger du vent. Finalement, le sinistre détruisit un millier de bâtiments et laissa plus de 80 % de la population sans abri.
L’importance des dégâts permit d’obtenir des secours royaux pour reconstruire la ville. Au total plus de 900 000 livres seront débloqués par les fonds royaux. L'architecte Jules Hardouin fut chargé de dessiner les plans de la nouvelle ville et dota cette dernière d'une place centrale importante (connue désormais sous le nom de Place du 18-Octobre) et de larges rues. Le centre-ville est également rebâti en pierre afin de prévenir les risques d'incendies. Les travaux de reconstruction commencent dès le printemps suivant et s'achèvent officiellement en 1733. Dans les faits, de nombreux bâtiments étaient encore à construire en 1773, à l'instar de l'hôtel de ville qui ne sera achevé qu'en 1779.
Lorsque l’incendie se déclara, la plupart des secours, c’est-à-dire les officiers de compagnies de cavalerie, assistaient à une fête à Droué et, pour ne pas gâcher les festivités, personne ne les prévint. Le feu ne ralentit qu'en atteignant les tours de la porte de ville.

### Époque contemporaine
L'essor du train en France va permettre de relier Châteaudun au réseau de voies ferrées. L'ouverture de la ligne Paris-Tours permet l'inauguration de la gare de Châteaudun le 23 décembre 1865.
La bataille de Châteaudun fut un fait marquant de la guerre franco-prussienne de 1870, et opposa une armée allemande à une armée française le 18 octobre 1870. Fait marquant de la guerre franco-prussienne, la bataille du 18 octobre 1870 opposa à Châteaudun environ 1 200 gardes nationaux et francs-tireurs face à une division entière de l'armée-prussienne (un Dunois pour dix prussiens). Par gratitude et pour honorer la ville, le conseil de Paris rebaptisa la rue du Cardinal Fesch en Rue de Châteaudun.
À l'issue de la bataille, les troupes prussiennes incendièrent volontairement la ville et plus de 200 maisons furent dévastées. En 1877, la ville de Châteaudun devient la cinquième ville de France à être décorée de la Légion d'honneur (Croix) pour ce fait d'armes et cette formidable résistance au retentissement international (Chicago, Londres, etc.).
Le 26 novembre, l'armée française lança une reconnaissance en avant de Châteaudun à laquelle participa le 1er bataillon de la garde nationale mobile du Gard.
En 1934 s'installe le camp d'aviation ; il devient la base aérienne 279 Châteaudun, l'une des bases aériennes de l'armée de l'air française, durant soixante-dix années. Le terrain est particulièrement actif en 1939, jusqu'à la défaite du 22 juin 1940, pour les livraisons d'avions aux unités combattantes. La base aérienne est dissoute en 2014.
En 1938, Châteaudun contribue à l'accueil des réfugiés espagnols
```
et en 1944 lors de la libération.
```

Du 12 au 19 mai 1940, l’aviation allemande bombarde la base aérienne. Le 15 juin, un bombardement a lieu sur la ville de Châteaudun, l’église de la Madeleine est brulée lors d’un incendie à la suite d’une bombe allemande tombée sur un camion de fûts d’essence. Le 17 juin, des obus tombent sur le centre-ville.
Le 7 juin 1944, les Alliés bombardent le quartier de la gare, il y aura 21 morts. Ce n’est que le 17 août 1944 que Châteaudun retrouve sa liberté.
Châteaudun comptait, en 1946, environ 9 000 habitants.

## Politique et administration
Châteaudun est l'une des trois sous-préfectures du département d'Eure-et-Loir, le chef-lieu de l'arrondissement et du canton homonymes.

### Tendances politiques et résultats
La ville fait partie de la quatrième circonscription d'Eure-et-Loir. Le député de cette circonscription, élu dès le 1er tour aux élections législatives de 2007 et de 2012, puis au 2e tour à celles de 2017, est Philippe Vigier et son suppléant Marc Guerrini est maire de Voves depuis mars 2008.

#### Élections municipales
Les élections municipales de 2008 se sont traduites par une nette défaite de Alain Venot, le maire UMP en place depuis vingt-cinq années, qui briguait un 5e mandat, battu par Didier Huguet (Sans étiquette), un pharmacien originaire de Châteaudun, installé dans cette ville mais inconnu dans le paysage politique local.
Au 1er tour, le 9 mars 2008, les dunois s'abstiennent à 36,14 % et les électeurs placent en tête la liste Ensemble pour Châteaudun conduite par le maire sortant, avec 44,01 %, suivie de celle, apolitique et de rassemblement, de Didier Huguet, Agir avec vous avec 39,53 % et Changeons avec la gauche de François Millien, avec 16,46 %. Peu de temps après la publication des résultats de ce 1er tour, François Millien annonce ne pas maintenir la liste de gauche pour le second tour. La semaine suivante, le 16 mars 2008, le corps électoral se mobilise davantage, avec un taux d'abstention inférieur de 2 points, à 34,09 %. Avec un très bon report des voix de gauche, la liste de Didier Huguet obtient une large majorité, avec 53,88 % des suffrages et 26 sièges sur 33, de conseillers municipaux.
Les élections municipales de 2014 marquent le retour d'Alain Venot (UMP dissident) à la tête de la ville qui obtient 30 % des voix au second tour devant Jérome Philippot (UMP) 28 %, Fabien Verdier (PS-PRG-DVG) 23 % et enfin le maire en place Didier Huguet (DVD) avec 18 % des voix.
Le maire sortant, Alain Venot, mettant fin à sa carrière politique, ce sont cinq listes différentes qui se présentent aux élections municipales de 2020. Au premier tour, c'est la liste de l'élu d'opposition Fabien Verdier (SE), "Châteaudun 2020", qui vire en tête avec 35,43 % des suffrages exprimés en remportant 10 des 11 bureaux de vote de la ville. À la suite d'une triangulaire au second tour, c'est de nouveau Fabien Verdier qui l'emporte récoltant, cette fois-ci, 51,21 % des suffrages exprimés et 25 sièges de conseillers municipaux sur 33. Derrière, Jérôme Philippot (DVD), se classe 2e, avec 28,87 % des voix et Christophe Seigneuret (DVD), 3e, avec 19,92 % des voix. Fabien Verdier est officiellement installé maire le 3 juillet 2020.

#### Élections présidentielles
Au 1er tour de l'élection présidentielle de 1995, Édouard Balladur arrive en tête avec 22,12 % des suffrages exprimés, devant Lionel Jospin avec 21,34 %, Jean-Marie Le Pen avec 18,14 %, Jacques Chirac avec 17,77 %, Robert Hue avec 7,79 % et Philippe de Villiers avec 5,11 %, aucun autre candidat ne dépassant le seuil des 5 %. Au second tour, les dunois ont voté majoritairement pour Jacques Chirac qui obtient 52,71 % des suffrages exprimés contre 47,29 % pour Lionel Jospin.
Au 1er tour de l'élection présidentielle de 2002, les résultats donnent Jacques Chirac en tête avec 22,9 % des suffrages exprimés, devant Jean-Marie Le Pen avec 17,7 %, Lionel Jospin avec 16,3 %, François Bayrou avec 8,1 %, Arlette Laguiller avec 5 %, aucun autre candidat ne dépassant le seuil des 5 % Au second tour, les dunois, dont 22,5 % se sont abstenus, ont voté à 82,6 % pour Jacques Chirac contre 17,4 % à Jean-Marie Le Pen, résultat identique au vote national mais avec cependant un taux d'abstention supérieur de 2 % (respectivement, 82,21 % et 17,79 % ; abstention 20,29 %)
.
Au 1er tour de l'élection présidentielle de 2007, Nicolas Sarkozy arrive largement en tête avec 31,44 % des suffrages exprimés, devant Ségolène Royal avec 24,01 %, François Bayrou avec 19,03 % et Jean-Marie Le Pen avec 11,55 %, aucun autre candidat ne dépassant le seuil des 5 %. Au second tour, Nicolas Sarkozy remporte 54,66 % des suffrages des dunois contre 45,34 % à Ségolène Royal et un taux d'abstention de 18,02 %, résultat proche (écart de 1,6 %) du vote national (respectivement, 53,06 % et 46,94 % ; abstention de 16,03 %).
Les résultats enregistrés à Châteaudun furent ainsi souvent quasi identiques, parfois même à la décimale près, de ceux observés pour l’ensemble du pays. Cette réputation s'est étendue à l'international, avec notamment El Pais qui a effectué un reportage à l'occasion du second tour de la présidentielle 2022, pour interroger le maire Fabien Verdier sur le risque d'une victoire de Marine Le Pen.
Voici quelques exemples :
- au second tour de l’élection présidentielle de 2002, Châteaudun avait donné Jacques Chirac gagnant avec 82,6 % des suffrages, contre 82,21 % au niveau national ;
- en 2007, c’est Nicolas Sarkozy qui l’emportait avec 54,66 %, des voix contre 53,06 % sur le plan national ;
- en 2012, c’est François Hollande qui l’emportait avec 50,55 %, des voix contre 51,64 % sur le plan national ;
- en 2017, c’est Emmanuel Macron qui arrivait en tête avec 65,33 %, des voix contre 66,1 % sur le plan national ;
- en 2022, Emmanuel Macron arrive en tête au 1er tour avec 28,92 % contre 27,60 % sur le plan national.

| Candidat              | Châteaudun | Moyenne nationale | Différence |
| Emmanuel Macron       | 28,92 %    | 27,60 %           | 1,32       |
| Marine Le Pen         | 24,92 %    | 23,40 %           | 1,52       |
| Jean-Luc Mélenchon    | 21,06 %    | 22,00 %           | 0,94       |
| Eric Zemmour          | 6,20 %     | 7,00 %            | 0,8        |
| Valérie Pécresse      | 6,08 %     | 4,80 %            | 1,28       |
| Yannick Jadot         | 2,73 %     | 4,60 %            | 1,87       |
| Jean Lassalle         | 2,45 %     | 3,20 %            | 0,75       |
| Nicolas Dupont-Aignan | 2,45 %     | 2,10 %            | 0,35       |
| Fabien Roussel        | 2,12 %     | 2,30 %            | 0,18       |
| Anne Hidalgo          | 1,47 %     | 1,70 %            | 0,23       |
| Philippe Poutou       | 0,92 %     | 0,80 %            | 0,12       |
| Nathalie Arthaud      | 0,69 %     | 0,60 %            | 0,09       |

#### Référendum
Au référendum sur le traité de Maastricht du 20 septembre 1992, le Oui l'emporte à Châteaudun avec 51,91 % contre 48,09 % pour le Non et un taux d'abstention de 29,66 %. Ces chiffres sont très proches de ceux du vote national (respectivement, 51,04 % et 48,96 % ; abstention de 30,30 %)
. Au référendum sur le traité constitutionnel pour l’Europe du 29 mai 2005, les Dunois ont voté contre la Constitution Européenne, avec 54,33 % de Non contre 45,67 % de Oui et un taux d’abstention de 33,87 %. Ces chiffres sont une nouvelle fois identiques à ceux du vote national, avec néanmoins un taux d'abstention plus élevé (respectivement, 54,67 % et 45,33 % ; abstention de 30,63 %)
.

### Administration municipale
Le conseil municipal de Châteaudun est composé de trente-trois élus, proportionnellement au nombre d'habitants, dont le maire et ses huit adjoints.

### Intercommunalité

Carte de la communauté de communes du Grand Châteaudun dans le département d'Eure-et-Loir (2018).

Précédemment siège de la communauté de communes du Dunois, Châteaudun est aujourd'hui le siège de la communauté de communes du Grand Châteaudun, créée en 2017. Elle se place au quatrième rang des intercommunalités d'Eure-et-Loir par sa population, environ 41 000 habitants (2015). En 2018, la communauté regroupe 24 communes.

### Fiscalité
Le taux de la taxe d'habitation pour la commune a longtemps été le plus élevé du département, à 30,86 % en 2019. En 2021, le taux est abaissé de 13,5 % afin de s'établir à 26,60 %.
Celui du département a subi une augmentation légèrement plus forte de 3,70 %, passant de 7,84 % en 2003 à 8,13 % en 2006. La ville totalise 7 563 foyers fiscaux dont 3 835 sont imposables.

### Politique environnementale
Dans son palmarès 2016, le Conseil National des Villes et Villages Fleuris de France a attribué trois fleurs à la commune au Concours des villes et villages fleuris.

### Jumelages
La ville de Châteaudun est jumelée avec :
| Ville | Ville          | Pays | Pays      | Période                   |
| ----- | -------------- | ---- | --------- | ------------------------- |
|       | Arklow         |      | Irlande   | depuis 1983               |
|       | Kromeriz       |      | Tchéquie  | depuis 1970               |
|       | Marchena       |      | Espagne   | depuis 1994               |
|       | Schweinfurt    |      | Allemagne | depuis 1964               |
|       | Trois-Rivières |      | Canada    | depuis le 12 juillet 1971 |

## Population et société

### Démographie
L'évolution du nombre d'habitants est connue à travers les recensements de la population effectués dans la commune depuis 1793. Pour les communes de plus de 10 000 habitants les recensements ont lieu chaque année à la suite d'une enquête par sondage auprès d'un échantillon d'adresses représentant 8 % de leurs logements, contrairement aux autres communes qui ont un recensement réel tous les cinq ans,.

En 2022, la commune comptait 12 898 habitants, en évolution de −1,37 % par rapport à 2016 (Eure-et-Loir : −0,23 %, France hors Mayotte : +2,11 %).
| 1793  | 1800  | 1806  | 1821  | 1831  | 1836  | 1841  | 1846  | 1851  |
| ----- | ----- | ----- | ----- | ----- | ----- | ----- | ----- | ----- |
| 5 957 | 6 046 | 6 161 | 6 042 | 6 461 | 6 776 | 6 580 | 6 788 | 6 745 |

| 1856  | 1861  | 1866  | 1872  | 1876  | 1881  | 1886  | 1891  | 1896  |
| ----- | ----- | ----- | ----- | ----- | ----- | ----- | ----- | ----- |
| 6 542 | 6 719 | 6 781 | 6 552 | 6 694 | 7 036 | 7 284 | 7 147 | 7 460 |

| 1901  | 1906  | 1911  | 1921  | 1926  | 1931  | 1936  | 1946  | 1954  |
| ----- | ----- | ----- | ----- | ----- | ----- | ----- | ----- | ----- |
| 7 146 | 7 147 | 7 296 | 6 587 | 6 558 | 6 790 | 7 057 | 8 145 | 9 687 |

| 1962   | 1968   | 1975   | 1982   | 1990   | 1999   | 2006   | 2011   | 2016   |
| ------ | ------ | ------ | ------ | ------ | ------ | ------ | ------ | ------ |
| 11 982 | 14 450 | 15 338 | 15 319 | 14 511 | 14 543 | 13 955 | 13 216 | 13 077 |

| 2021   | 2022   | - | - | - | - | - | - | - |
| ------ | ------ | - | - | - | - | - | - | - |
| 12 909 | 12 898 | - | - | - | - | - | - | - |

L'analyse de la population de Châteaudun au cours des XIXe et XXe siècles permet de dégager quatre périodes. La première, le XIXe siècle, voit un essor modéré de la population, de 18,19 %, avec une baisse significative au recensement de 1872 due à une épidémie de typhoïde en 1866 et une hausse, au recensement de 1881, consécutive à la présente d'un régiment entier à dater de 1878. Les quatre premières décennies du XXe siècle sont caractérisées par une stabilisation, due en particulier à la Première Guerre mondiale. La période d'accroissement des Trente Glorieuses permet à la ville de doubler sa population, avec un pic de 15 338 habitants atteint en 1975. Depuis, l'évolution démographique est stoppée et Châteaudun voit sa population régulièrement baisser. Les naissances sont pourtant beaucoup plus nombreuses que les décès, mais il existe un important déficit migratoire dû au départ des jeunes adultes, le plus souvent diplômés, qui quittent une ville et un bassin d'emploi peu attractifs, consécutivement à un contexte économique très dégradé. La pyramide des âges est très parlante et traduit parfaitement le vieillissement de la population dunoise.

#### Pyramides des âges
La population de la commune est relativement jeune.
En 2018, le taux de personnes d'un âge inférieur à 30 ans s'élève à 35,9 %, soit au-dessus de la moyenne départementale (34,7 %). À l'inverse, le taux de personnes d'âge supérieur à 60 ans est de 29,8 % la même année, alors qu'il est de 26,5 % au niveau départemental.
En 2018, la commune comptait 6 536 hommes pour 6 542 femmes, soit un taux de 50,02 % de femmes, légèrement inférieur au taux départemental (51,12 %).
Les pyramides des âges de la commune et du département s'établissent comme suit.
| Hommes | Classe d’âge | Femmes |
| ------ | ------------ | ------ |
| 1,3    | 90 ou +      | 3,3    |
| 8,9    | 75-89 ans    | 13,2   |
| 15,7   | 60-74 ans    | 17,1   |
| 17,5   | 45-59 ans    | 17,6   |
| 18,1   | 30-44 ans    | 15,5   |
| 22,1   | 15-29 ans    | 15,6   |
| 16,6   | 0-14 ans     | 17,7   |

| Hommes | Classe d’âge | Femmes |
| ------ | ------------ | ------ |
| 0,8    | 90 ou +      | 1,9    |
| 7,1    | 75-89 ans    | 9,5    |
| 17,3   | 60-74 ans    | 18     |
| 20,6   | 45-59 ans    | 20     |
| 18,2   | 30-44 ans    | 18,2   |
| 16,2   | 15-29 ans    | 14,4   |
| 19,8   | 0-14 ans     | 18,1   |

La surreprésentation d'hommes dans les tranches d'âge 15-44 ans est dû à la présence d'un centre pénitentiaire de 600 places hommes dans la commune.

### Enseignement
Châteaudun relève de l'académie d'Orléans-Tours et ses établissements sont gérés par l'inspection générale de l'inspection départementale de l'Éducation nationale à Chartres. L'enseignement primaire est dispensé par neuf écoles maternelles (huit publiques et une privée) et dix écoles primaires (neuf publiques et une privée). L'enseignement secondaire est assuré par quatre collèges (trois publics et un privé), un lycée général public et deux lycées professionnels (un public et un privé).
La ville accueille par ailleurs un Institut de formation en soins infirmiers du « centre hospitalier », sur ch-chateaudun.fr (consulté le 11 mai 2015), un Institut médico-éducatif et un Centre de formation d'apprentis de l'industrie.

### Santé
Le centre hospitalier (CH) de Châteaudun enregistre chaque année plus de 7 500 entrées dans les unités de soins, environ 45 000 consultations externes et 15 000 passages aux urgences. Cette activité se déploie principalement sur 464 lits répartis sur différents sites.
À la suite d'une inspection, la Haute Autorité de santé retire sa certification au centre hospitalier le 23 avril 2018 en raison de « défaillances importantes dans différents domaines [qui] peuvent avoir des impacts directs sur la sécurité des patients». Il s'agit d'une « mesure exceptionnelle » qui ne concerne qu'une quinzaine d'établissements en France. Le CH de Châteaudun est le premier établissement de Centre-Val de Loire à se voir retirer sa certification.

### Autres services publics
- La base aérienne 279 Châteaudun "Lieutenant Beau" de l'armée de l'air. Celle-ci a fermé le 2 juillet 2014, pour laisser place à l'élément air rattaché 279 (EAR 279), dépendant fonctionnellement de la base aérienne 123 Orléans-Bricy ;
- Le centre de détention de Châteaudun pouvant accueillir jusqu'à 601 détenus, dont onze peuvent être affectés, sur décision administrative, à l'unité de détenus violents (UDV)[104] ;
- Une antenne de la chambre de commerce et d'industrie d'Eure-et-Loir.

### Manifestations culturelles et festivités
(juillet 2022).
Tous les ans, le premier week-end de juillet, une fête médiévale est organisée dans les quartiers historiques de Châteaudun. Cette fête se nomme « Les Médiévales Dunoises ». En 2022, après deux ans d’absence, la fête médiévale a fait son retour, et replongé le centre-ville dans l'ambiance du Moyen Âge. Des milliers de visiteurs ont goûté aux différentes animations gratuites avec plus de cinquante spectacles, deux parades, dix-sept troupes de reconstitution, et plus de cent-dix marchands et tavernes[réf. souhaitée].
Tous les ans, la troisième semaine de mai, un salon « Arts et Créations » regroupe une cinquantaine d’artisans, créateurs et métiers d'art. Des ateliers créatifs sont proposés aux visiteurs le samedi et le dimanche.
Plusieurs festivals existent à Châteaudun : 
- Fin juillet il y a le festival rock sur 2 jours, en 2022 c'est la 2e édition.
- Mi-août se tient le festival du Loir qui met en valeur la rivière qui traverse la ville, en 2022 c'est la 3e édition.

### Sports
Après Terre de jeux 2024, Châteaudun obtient un nouveau label. La cérémonie de remise officielle du label Ville active et sportive a eu lieu à Limoges, lors du Conseil national des villes actives et sportives. Le label a pour objectif de récompenser et valoriser les villes qui portent des initiatives, des actions et des politiques sportives cohérentes.
Pour ce sixième millésime, 288 dossiers ont été déposés. Avec ses 48 associations sportives et ses 5 300 licenciés sportifs, la ville de Châteaudun en fait partie. Ce label est délivré pour trois années.
En 1938-1939, l'Olympic Club Châteaudun s'impose comme le champion incontesté d'avant-guerre de la région Centre, remportant les quatre saisons de 1936 à 1939 du championnat de DH, et devient le seul club français à participer aux cinq éditions du championnat de France amateur avant la Seconde Guerre mondiale.

#### Principaux clubs
Le club de football de la ville est l'O.C.C. dont l'équipe principale évolue en division honneur régionale, Centre, poule B. Un club d'athlétisme, un club de rugby, un club de tennis ainsi qu'un club de volley se trouvent également dans la ville.

#### Infrastructures
La ville dispose de nombreuses structures à vocations sportives,.
- Centre nautique Roger-Creuzot. Piscine de deux bassins.
- Stade Kléber-et-Albert-Provost
- Stade Beauvoir
- Stade Kléber Picard
- Parc de la Rainville
- Gymnase Jean Moulin
- Gymnase Foucault
- Gymnase Paulsen
- Gymnase Solbach
- Gymnase Pasteur
- Salle Jacques Secrétin
- Salle Pierre de Coubertin
- Salle municipale de tir
- Dojo
- Salle de tennis Henri Cochet
- Courts de tennis Léo Lagrange
- Base de canoë-kayak
- Centre équestre
- Parcours de santé

#### Événements sportifs
- Rallye Cœur de France, manche du championnat de France des rallyes automobiles
- Montée Historique du Guichet, épreuve de démonstration non chronométrée et sans classement, pour véhicules de plus de 30 ans, sportifs et divers.
- Le meeting Perche en Beauce, compétition de saut à la perche qui eut lieu en 2020 et 2021 sur la place du 18-Octobre, organisée par Hugo Porcell et Aymeric Sauvage[108].

### Médias
- Radio : Intensité, France Bleu Orléans et Chérie FM
- Presse quotidienne (édition locale) : L'Écho républicain, La République du Centre
- Presse gratuite locale : Le mag' Dunois et Perche

Nota : l'édition pour l'Eure-et-Loir de La République du Centre a été supprimée en mars 2011.

## Économie

### Emploi
La compétitivité et l’attractivité de Châteaudun (Eure-et-Loir) et son agglomération se « bonifient et se développent », se réjouit la Ville au mois de juin 2022. Le territoire affiche un taux de chômage particulièrement bas, à 6,3 % seulement, d’après la Direction régionale de l’économie, de l’emploi, du travail et des solidarités. Les chiffres de mai 2022, en matière de chômage à Châteaudun sont positifs avec 6,3 % de demandeurs d’emploi dans le Sud Eure-et-Loir. Le taux est en baisse depuis quelque temps, alors qu’il était de 6,8 % plusieurs mois avant.
L’indicateur à Châteaudun est inférieur à la moyenne nationale française, pour le chômage qui s’élève à 7,3 % d’après l’INSEE et à la moyenne de la zone euro, passée à 6,8 % sur dix-neuf pays en août 2021.

### Organisations économiques de l'agglomération
Les principales entreprises de la ville sont :
- Paulstra (Groupe Hutchinson), un manufacturier pour l'industrie automobile ;
- Alltricks, distributeur de matériel sportif.

Les entreprises historiques sont : 
- OPL-Foca, une des plus grandes manufactures françaises d'optique et de matériel photographique de 1937 à 1964. Située route de Jallans, elle s'est reconvertie sous diverses appellations dans la production d'équipements hydrauliques pour l'aéronautique (en 2019 : usine Safran Aerosystems Hydraulics, 360 employés) ;
- SAFRAN, 3e équipementier mondial (hors avionneur) développe et fabrique des solutions de pointe pour améliorer le confort et les installations à bord ainsi que des systèmes de haute technologie afin d'améliorer la performance des avions et la sécurité des vols. Le groupe compte environ 100 000 collaborateurs en 2024 répartis dans le monde. Les 360 salariés de Safran Aerosystems Hydraulics sont répartis dans les six départements (technique, production, qualité, commerce, achats et services supports) que compte le site. Ensemble, nous œuvrons pour fournir à nos clients (France et International) des équipements et systèmes critiques de grande précision pour l’aéronautique civile et militaire ;
- Jumeau[110] : société familiale créée en 1925 par Maurice Jumeau, tout d'abord implantée au 15 boulevard Toutain. D'abord spécialisée en transport routier et déménagement, elle se développe ensuite dans la logistique au début des années 1990, en s'implantant sur la zone d'activité de Vilsain. Jumeau est la plus vieille entreprise familiale de Châteaudun, aujourd'hui dirigée par la 4e génération de la famille.

## Culture locale et patrimoine

### Édifices civils

#### Château
Le château surplombe le Loir. Perché sur un piton calcaire, il s'agit à l'origine d'une forteresse du XIIe siècle. Remanié à la Renaissance pour en faire un logis confortable, l'important corps de bâtiment est surmonté de combles aménagés dans le style gothique. Il conserve notamment un escalier ouvragé de cette époque. Le château rénové depuis les années 1930 est classé monument historique depuis 1938.

Château de Châteaudun
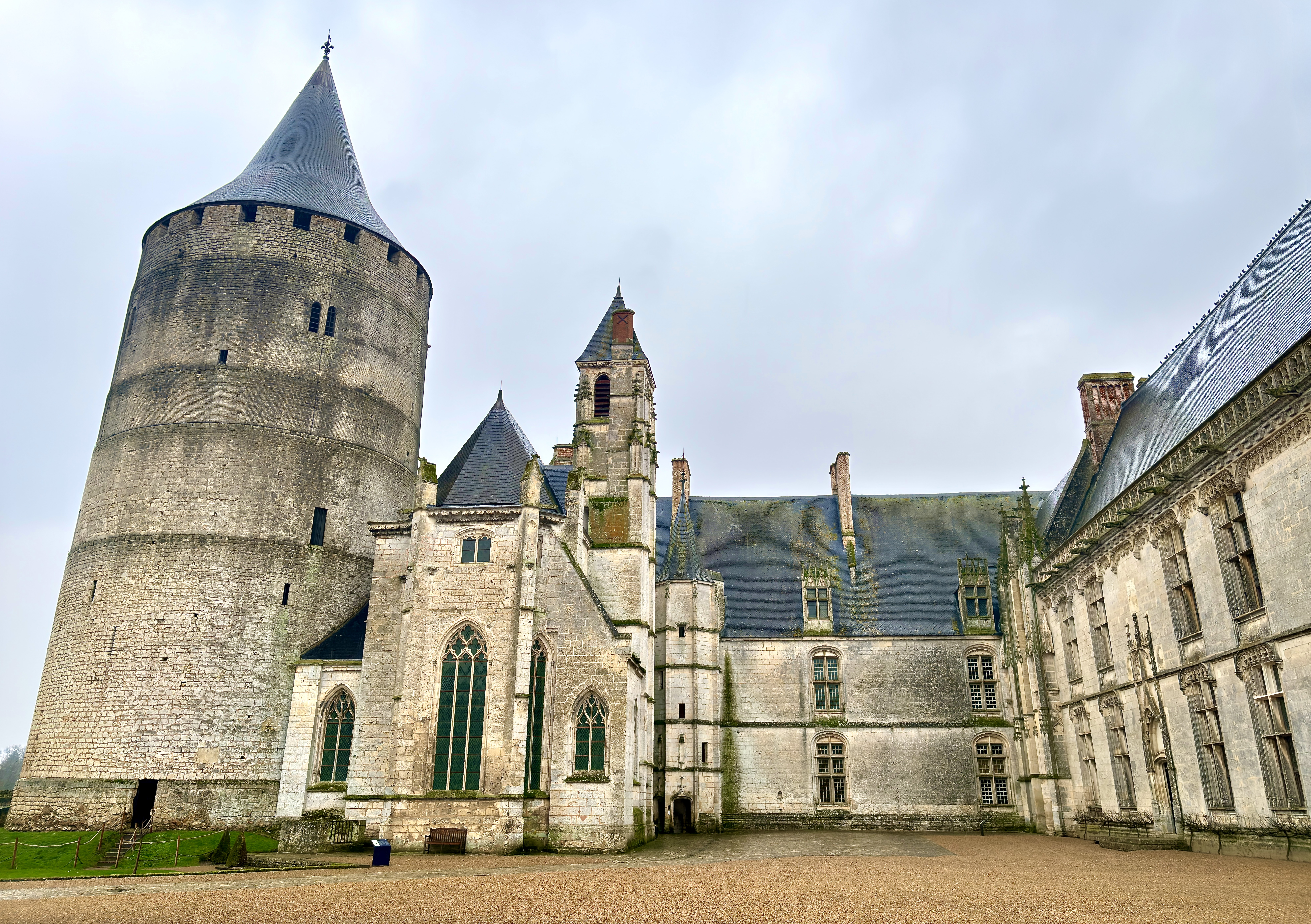
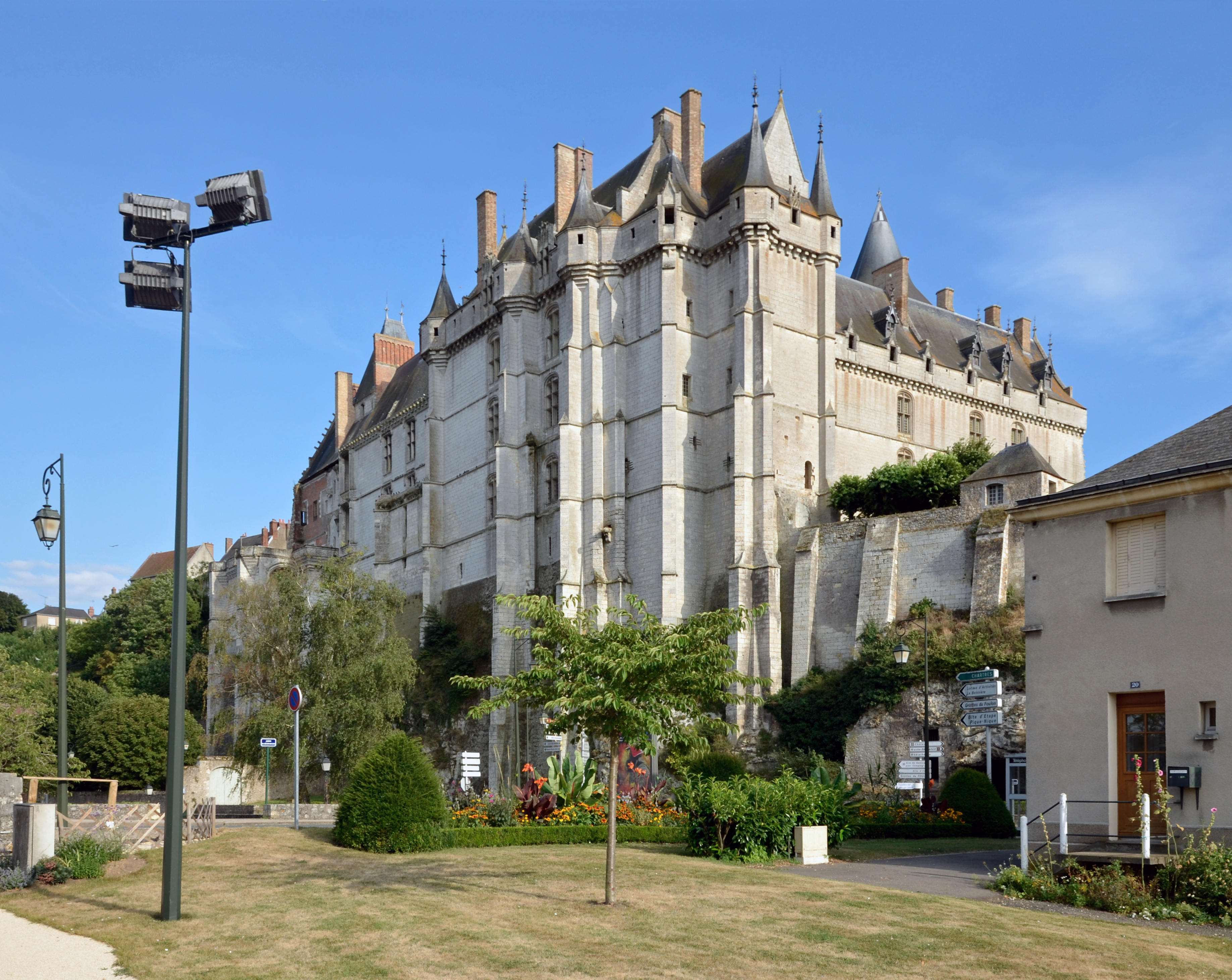
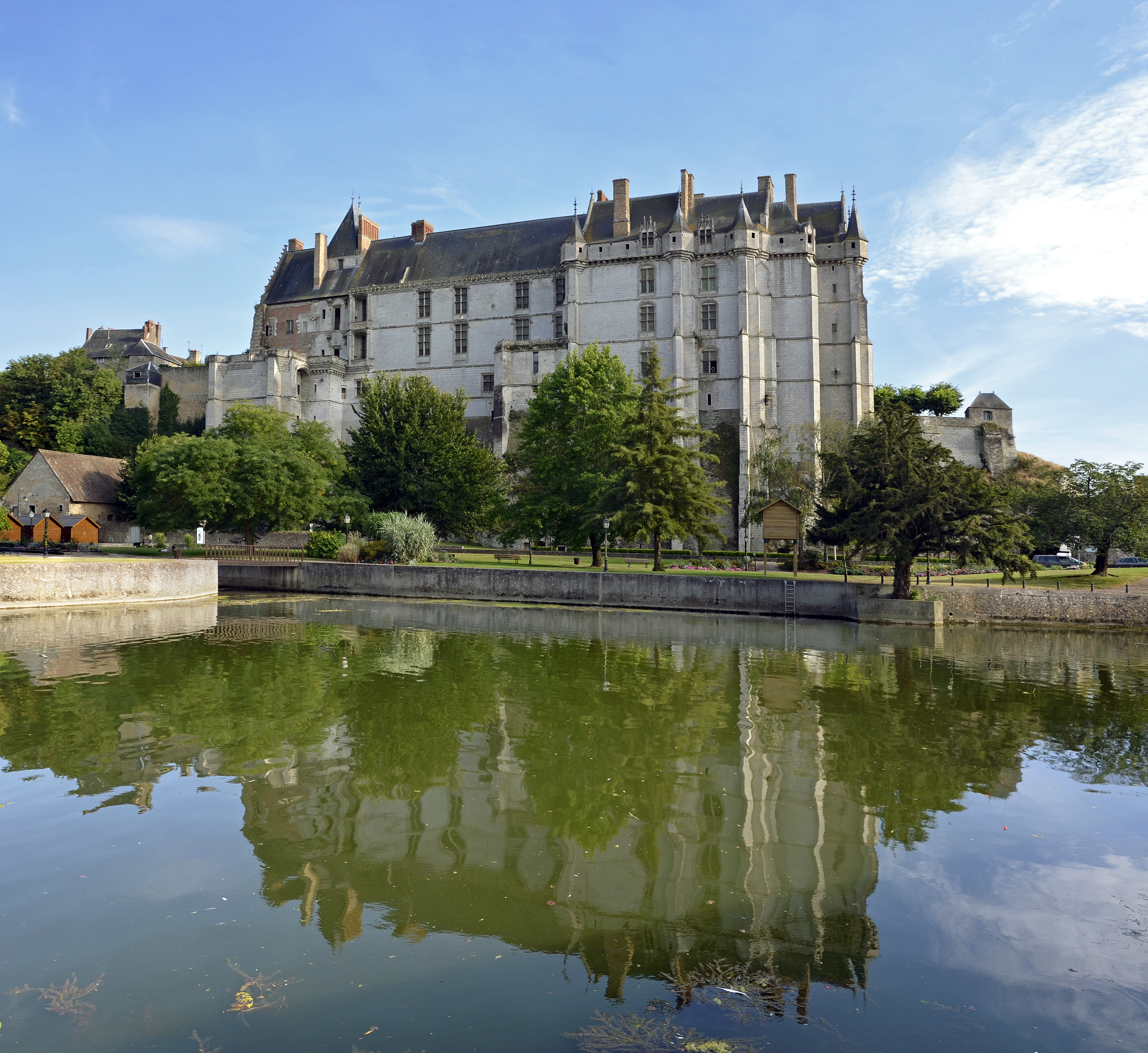
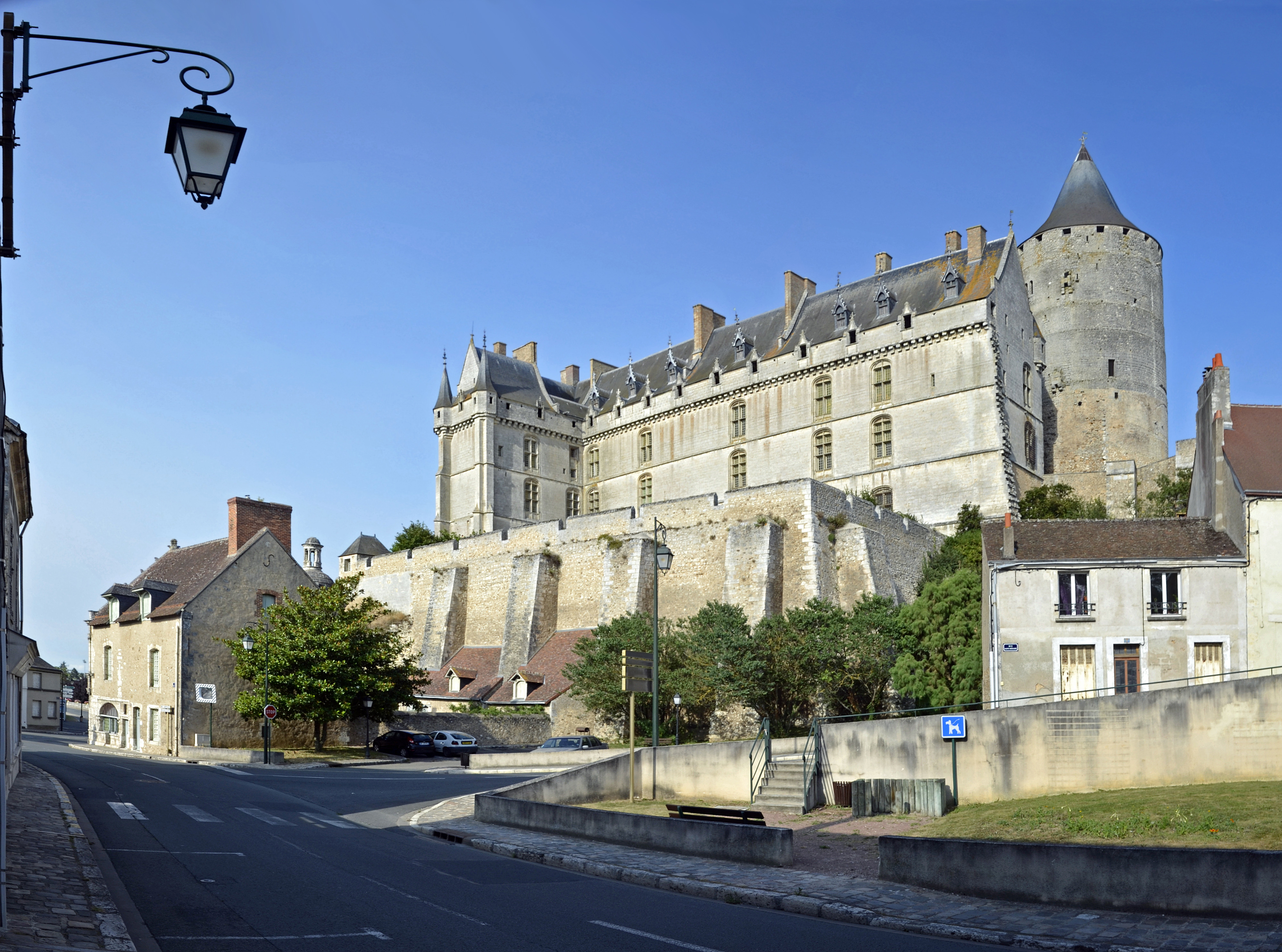
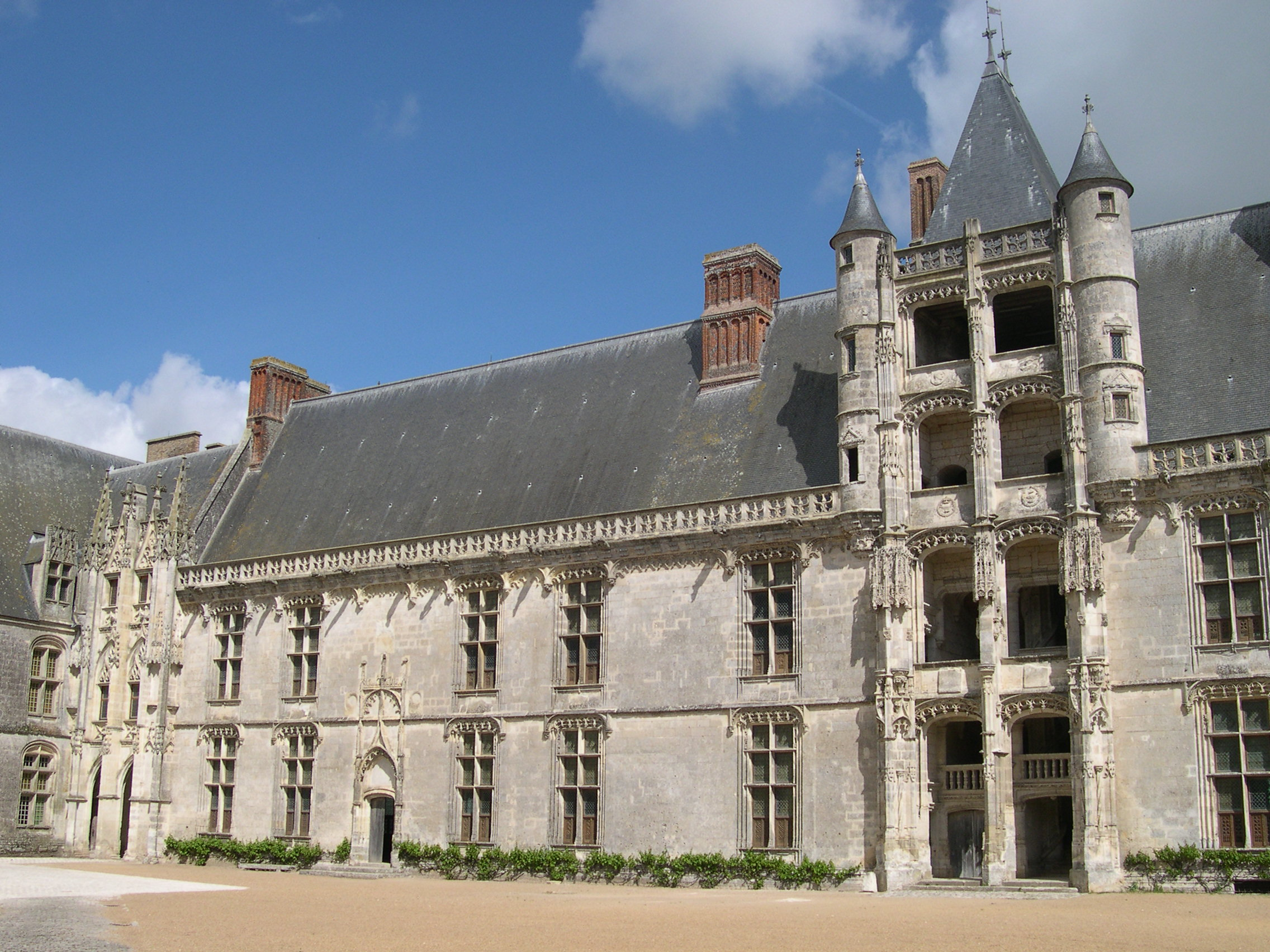
L'aile Longueville.
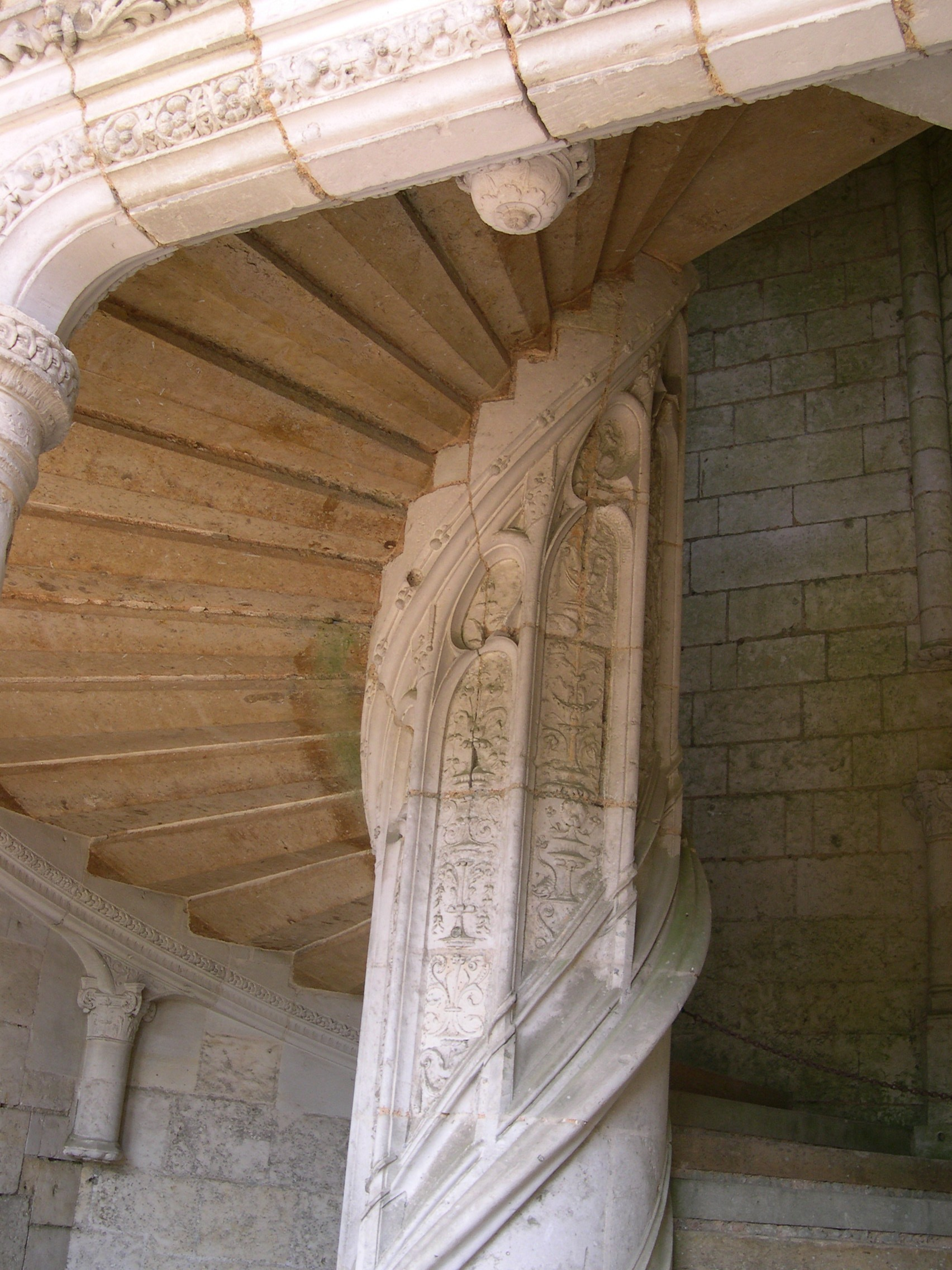
Détail de l'escalier.

#### Quartiers anciens
Des quartiers anciens subsistent, épargnés par l'incendie qui a ravagé la ville en 1723, comptant plusieurs bâtiments remarquables, classés monuments historiques :
- Maison du XVIe siècle, à l'angle de la rue de la Cuirasserie et de la rue des Huileries,  Classé MH (1925, deux façades sur rue et toiture)[111] ;
- Maison Louis-Esnault, du XVIe siècle, au 2 rue Saint-Lubin,  Classé MH (1922, façades)[112] ;
- Maison Renaissance dite des Architectes du Château, au 11 rue Saint-Médard,  Classé MH (1941)[113] ;
- Maison de la Vierge et restes de la Porte d'Abas,  Classé MH (1945)[114].

Maisons anciennes
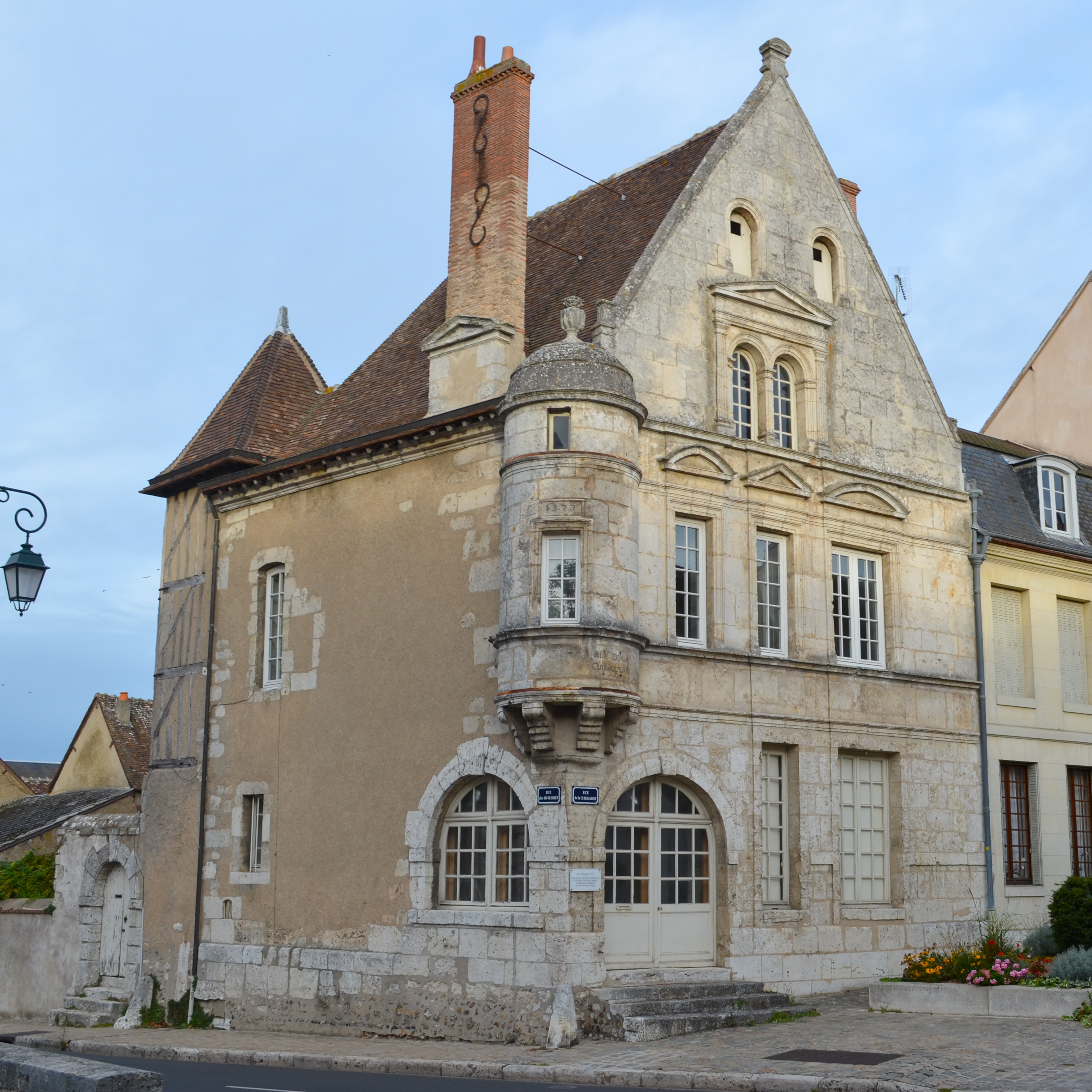
Maison du XVIe siècle à l'angle de la rue de la Cuirasserie et de la rue des Huileries.
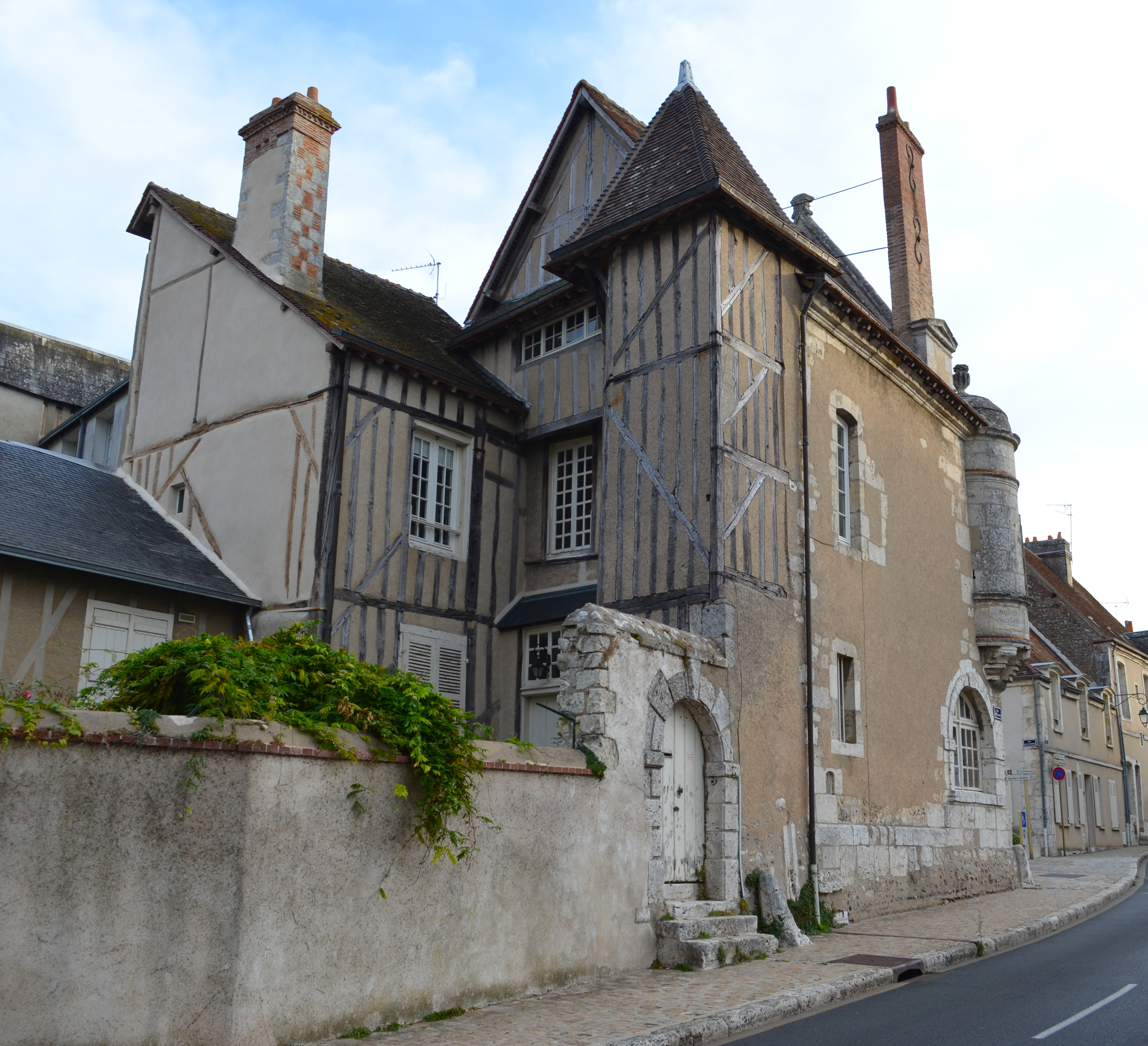
Maison du XVIe siècle à l'angle de la rue de la Cuirasserie et de la rue des Huileries.
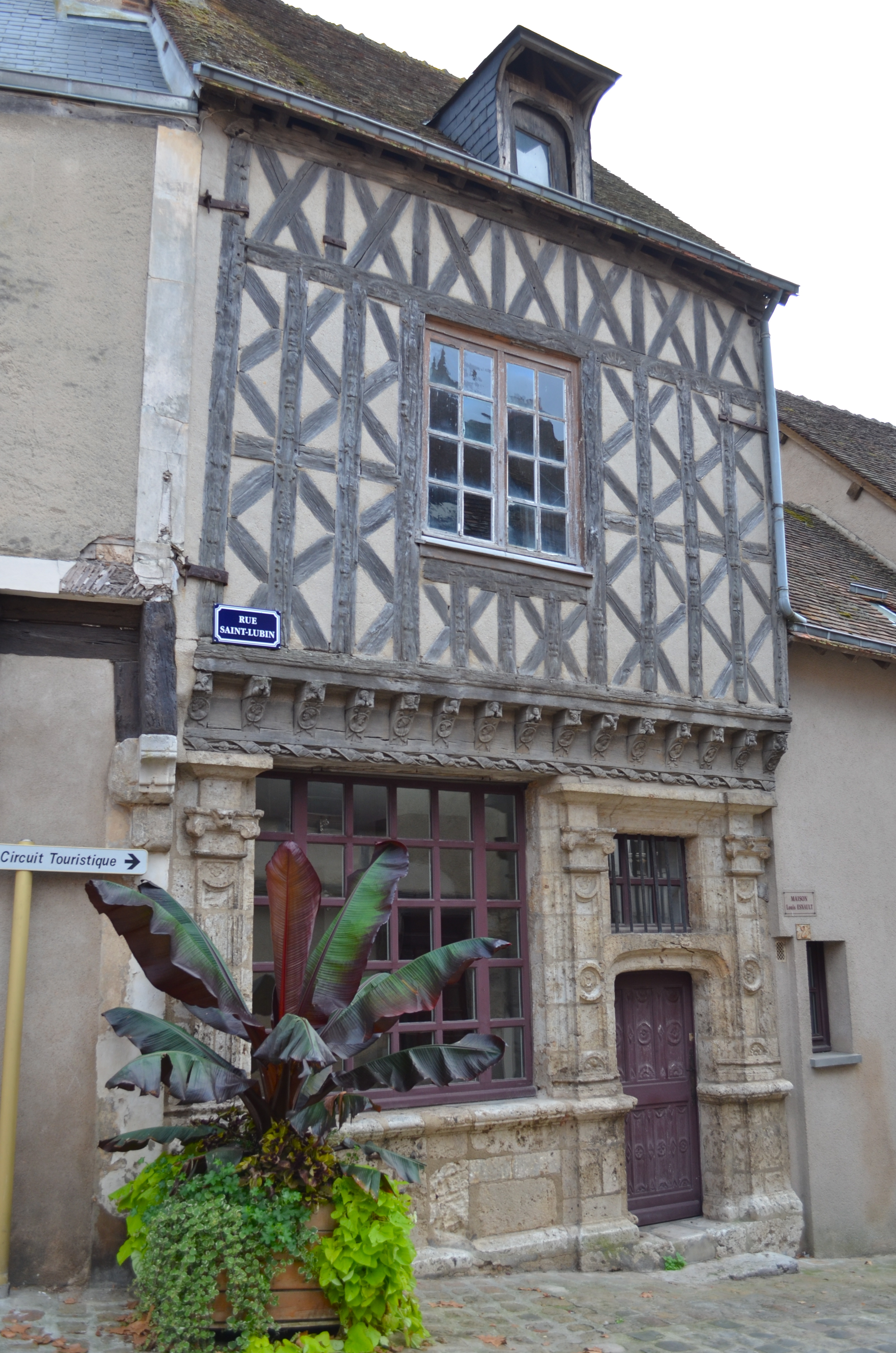
Maison Louis Esnault.
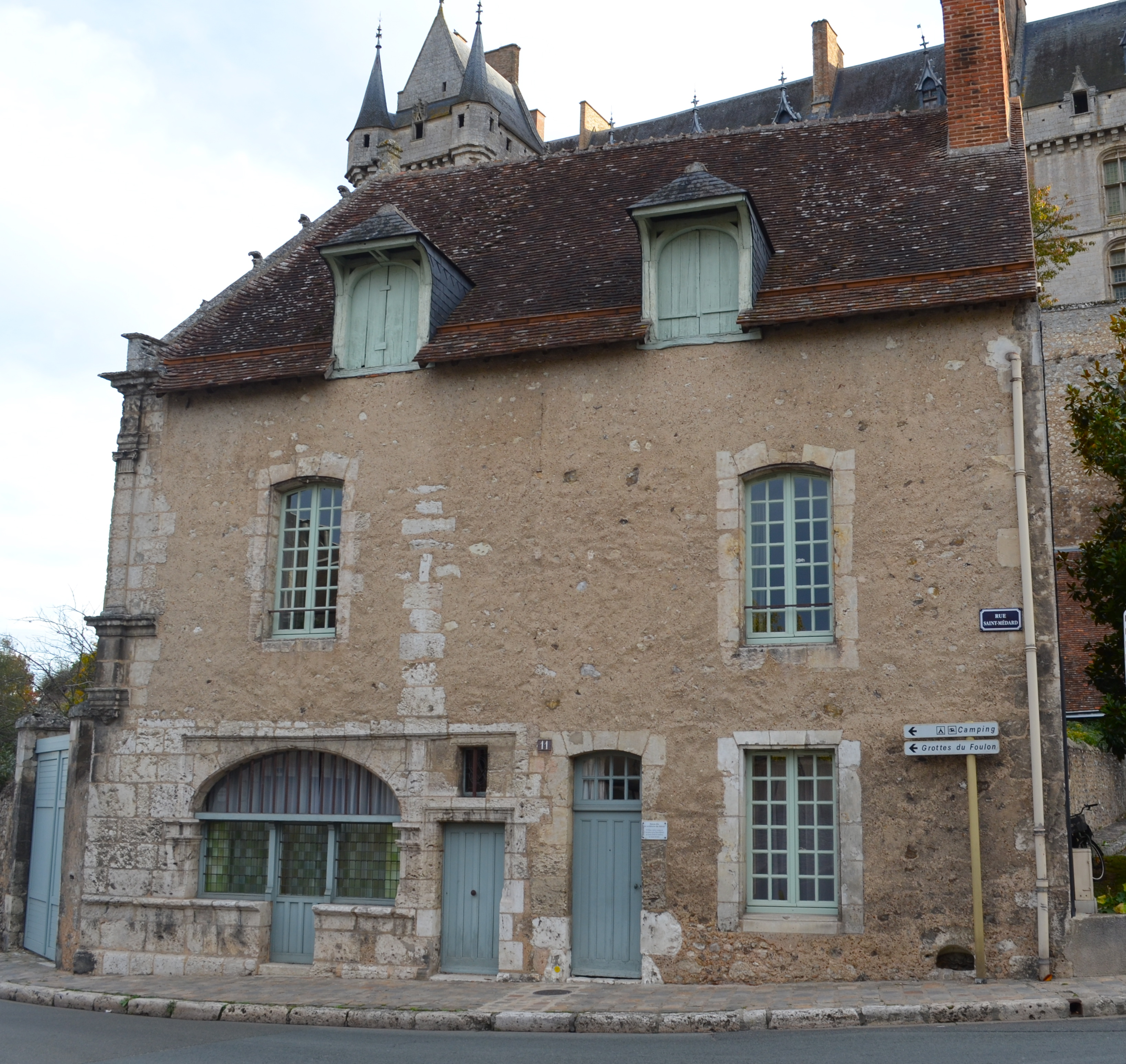
Maison Renaissance dite des Architectes du Château.
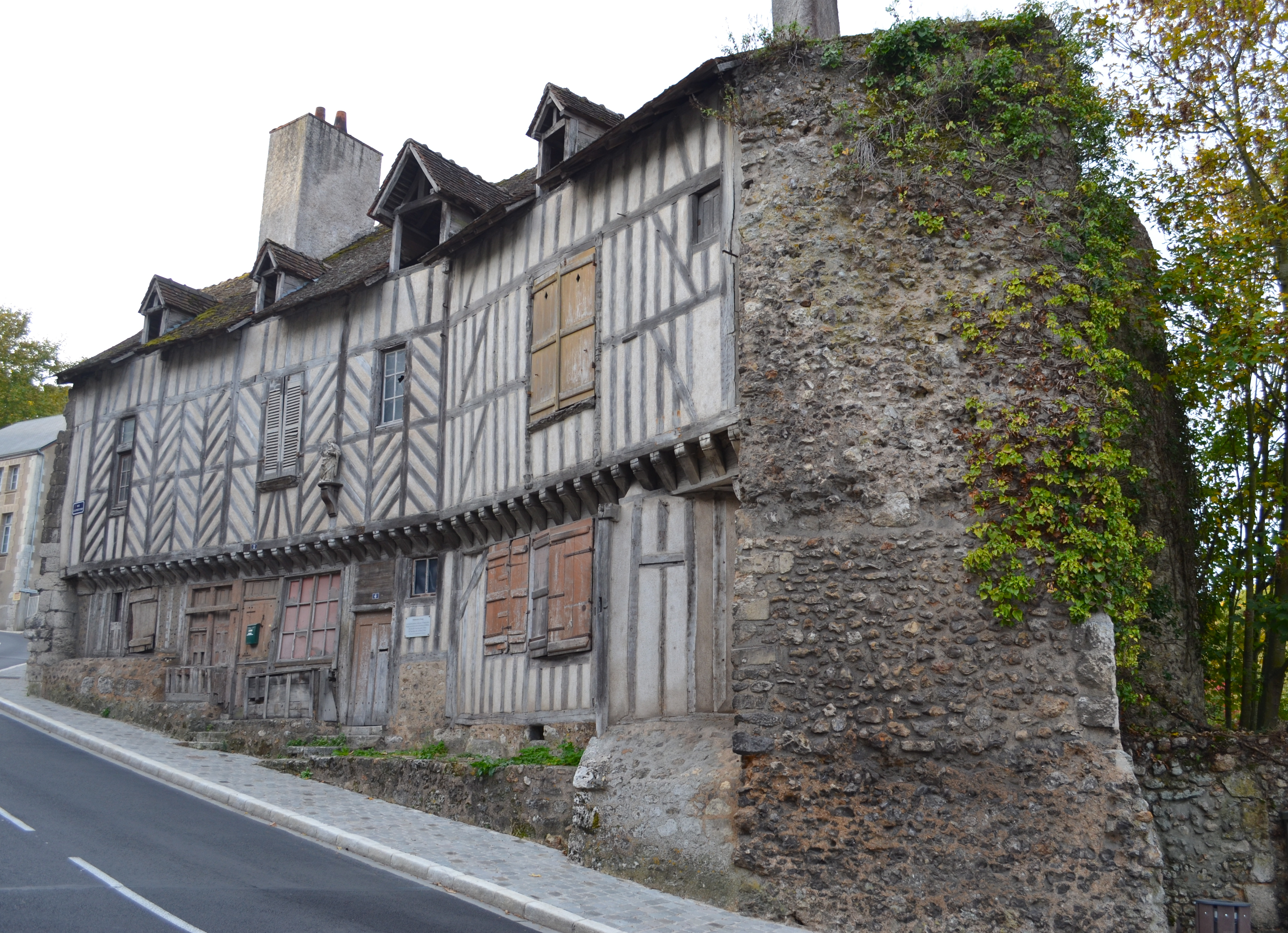
Maison de la Vierge.
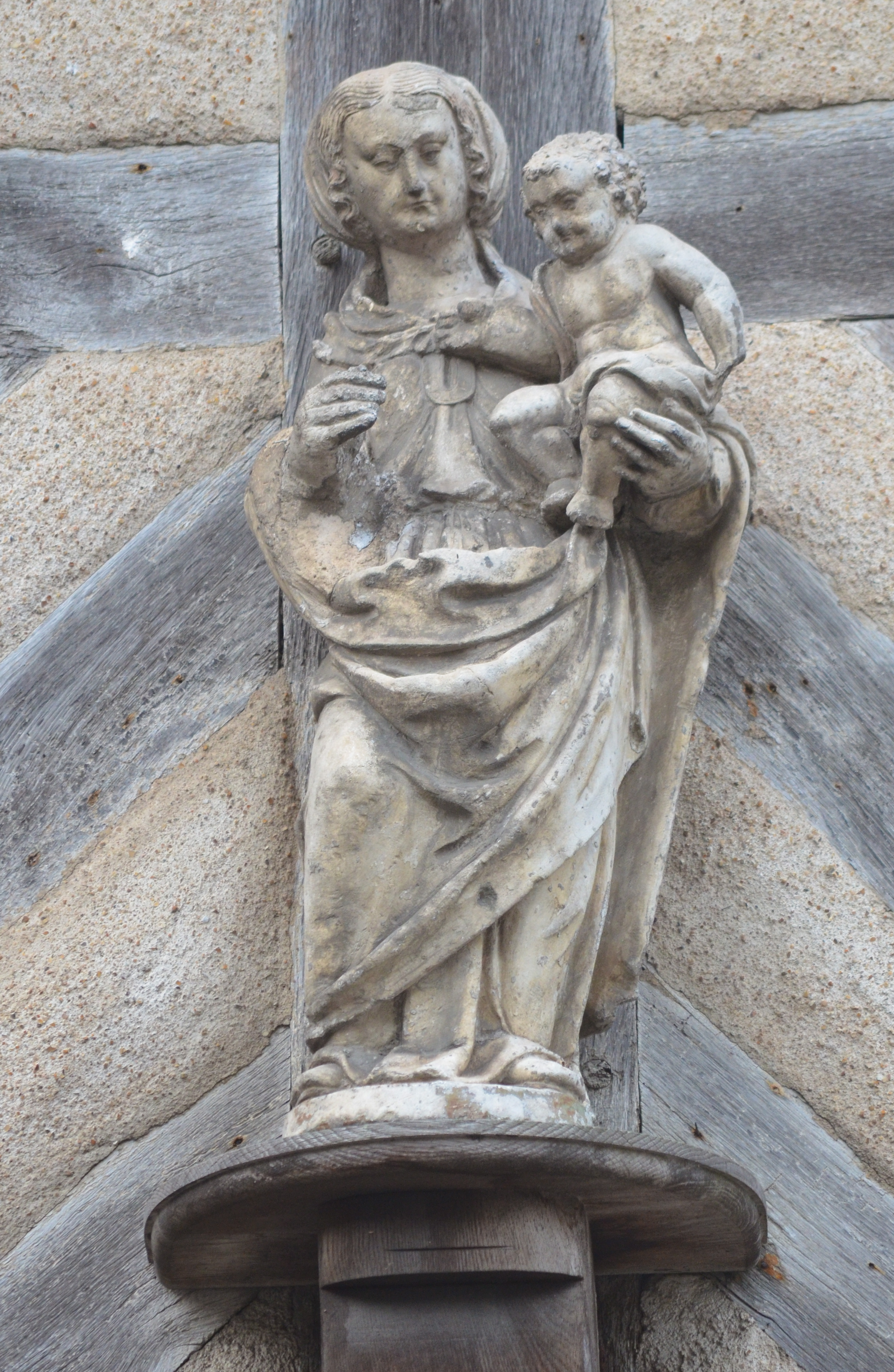
Maison de la Vierge (détail).

#### Place du 18-octobre
La place du 18-Octobre est la place principale du centre-ville de Châteaudun. Il s'agit d'une place rectangulaire, l'axe principal, orienté nord-nord-ouest/sud-sud-est mesurant environ 120 m de long, et l'axe secondaire environ 80 m. À la suite de l'incendie du 20 juin 1723, elle fut reconstruite sur les plans de l'architecte Jules Michel Alexandre Hardouin. Elle porte la date de la bataille de Châteaudun, qui s'est tenue le 18 octobre 1870 pendant la guerre franco-allemande.

Place du 18-Octobre.
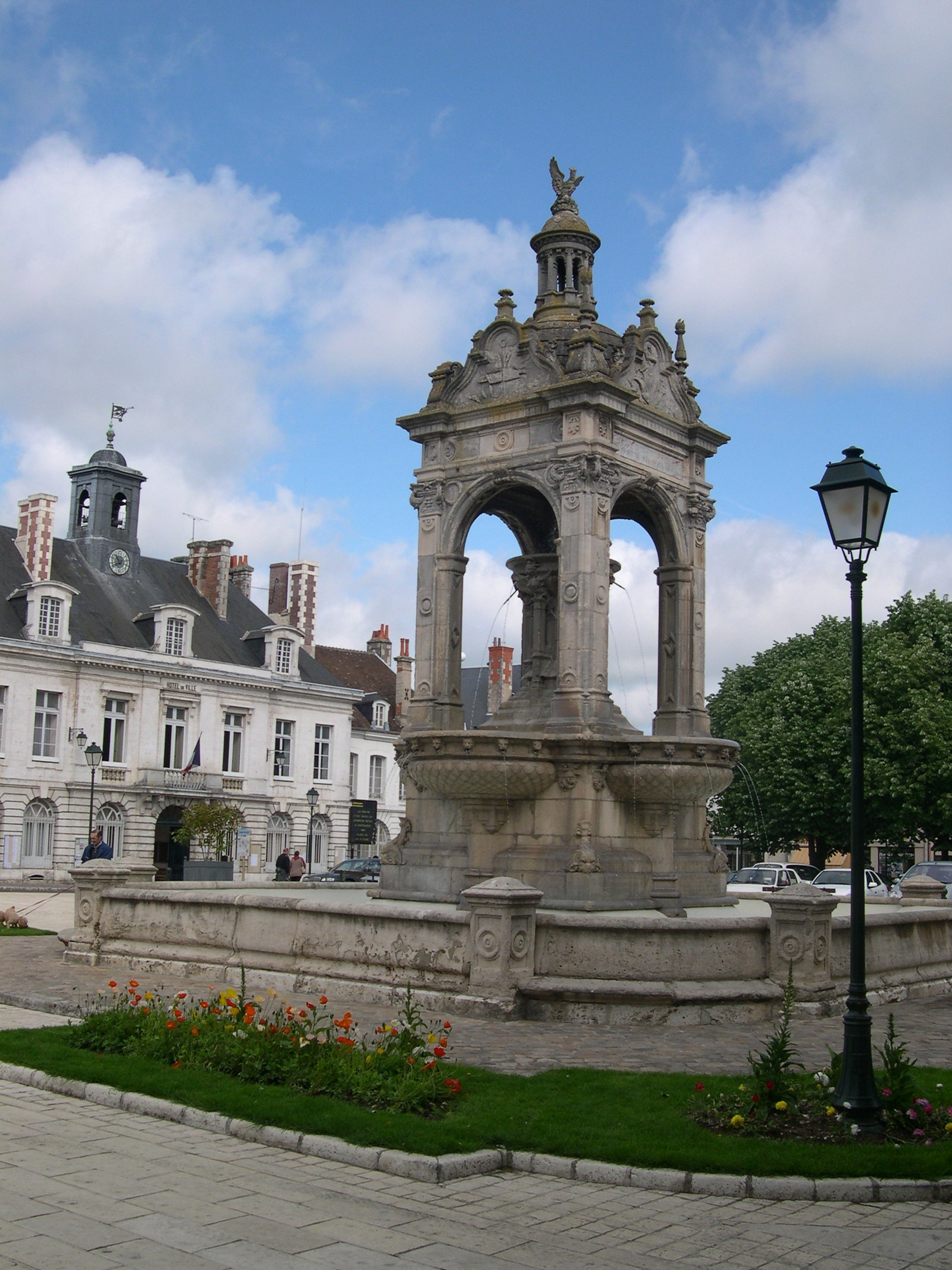
Fontaine monumentale.
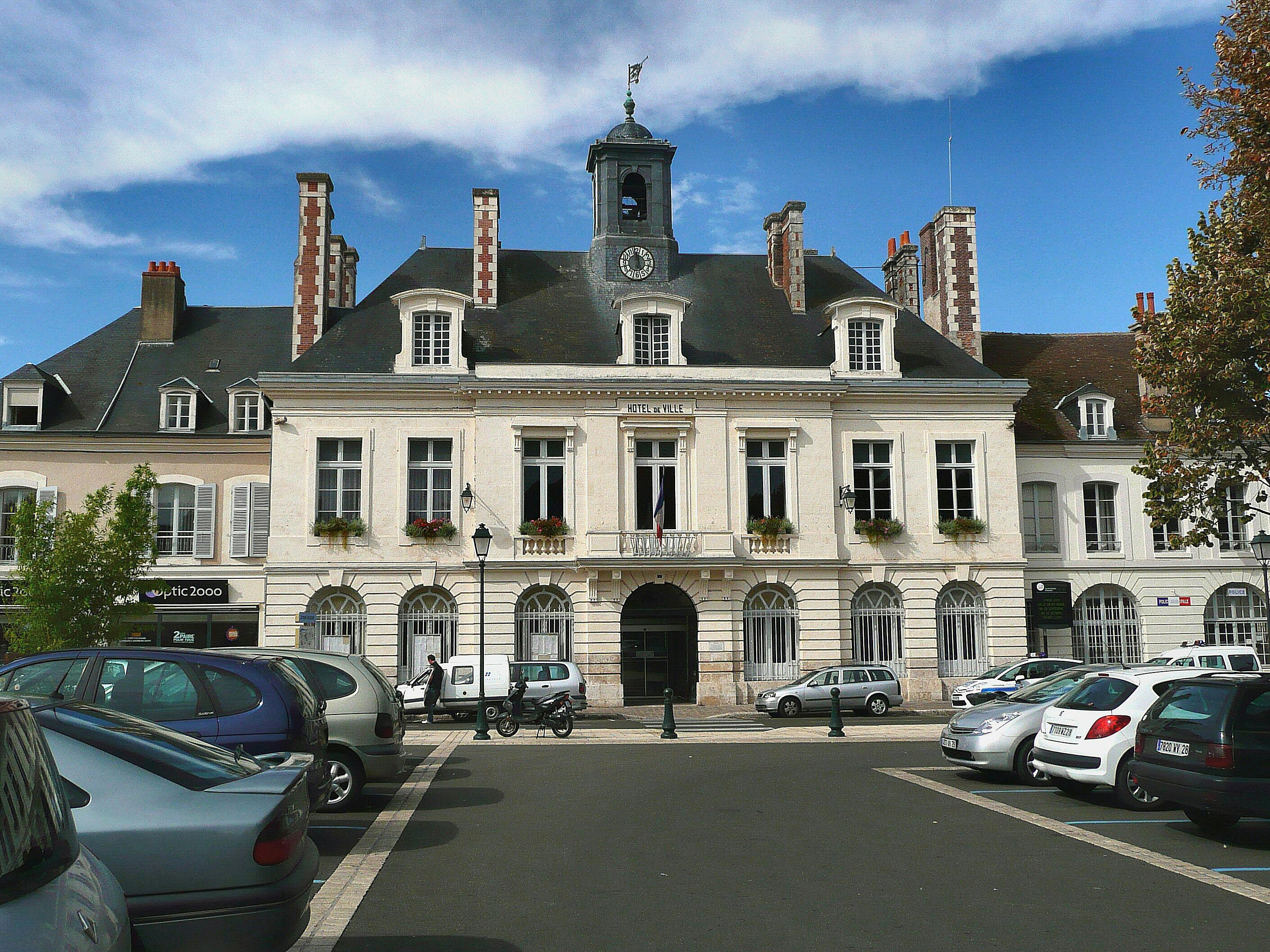
Hôtel de ville.
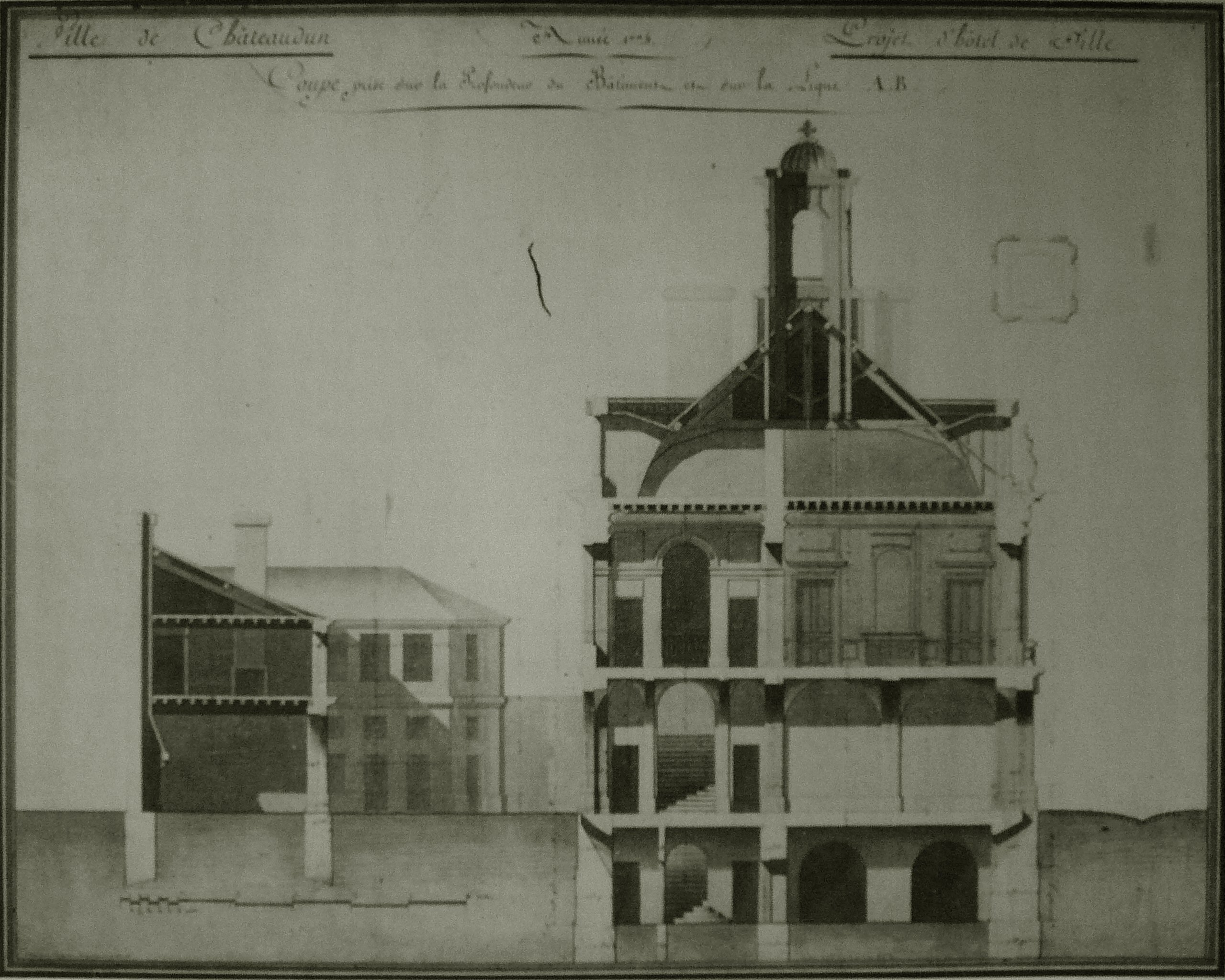
Coupe transversale par Pierre Toufaire.

### Édifices religieux
La ville de Châteaudun possédait sept paroisses : Saint-Aignan, Saint-Jean-de-la-Chaîne, Saint-Lubin, La Madeleine, Saint-Médard, Saint-Pierre et Saint-Valérien. Au XIIIe siècle, il existait une huitième paroisse : Saint-Aubin. Des derniers siècles du Moyen Âge nous est parvenu le registre de la paroisse de la Madeleine de Châteaudun (baptêmes de 1478 à 1486, mariages de 1490 à 1494).
Aujourd'hui, Châteaudun compte cinq églises et trois chapelles classées ou inscrites en tant que monuments historiques.

#### Église Saint-Valérien
Église Saint-Valérien, rue Saint-Valérien, XIIe, XIIIe et XVIe siècles,  Classé MH (1907).

#### Église abbatiale de la Madeleine
Église abbatiale de la Madeleine, square de la Madeleine, XIIe, XIIIe et XVIe siècles,  Classé MH (1922).

#### Église Saint-Jean-de-la-Chaîne
Église Saint-Jean-de-la-Chaîne, rue Saint-Jean, XIIIe siècle et 1er quart XVIe siècle (1506),  Classé MH (1907).

#### Anciennes églises
- Église Saint-Lubin, ruelle Saint-Lubin : XIIe et XVe siècles,  Inscrit MH (1929)[119]. Située à proximité de l'entrée du château, elle a été fondée au VIe siècle par l'évêque Aventin. Actuellement en état de ruine, les fouilles effectuées dans les années 1980 ont révélé que l'église avait été construite sur des remblais de l'époque gallo-romaine. Il s'agit de l'édifice religieux le plus ancien de la ville intra-muros.Église Saint-Lubin sur Commons.
- Église Saint-Médard, carrefour Saint-Médard : vestiges dans une propriété privée,  Inscrit MH (1929)[120].

#### Sainte-Chapelle
Sainte-Chapelle, située dans l'enceinte du château de Châteaudun, XVe siècle  Classé MH (1918, 1947),  Inscrit MH (1946, 1947).

#### Chapelle Notre-Dame de la Boissière
Chapelle Notre-Dame de la Boissière, rue des Fouleries XIIIe siècle,  Inscrit MH (1928). Chapelle appartenant précédemment aux Templiers qui y entretenaient un hôpital pour les pèlerins des Croisades.

#### Chapelle Notre-Dame-du-Champdé
Chapelle Notre-Dame-du-Champdé, rue de Champdé XVe siècle  Classé MH (1879). Ne subsiste qu'une partie du mur de la façade flamboyante, formant aujourd'hui le portail d'entrée du cimetière.

#### Autres églises et chapelles
- Église du Sacré-Cœur, boulevard Kellermann.
- Chapelle de l'Hôtel-Dieu, rue des Huileries.
- Chapelle de l'institut Léopold Bellan, rue du Coq.
- Église protestante l'Épi, boulevard Kellermann.
- Salle du royaume, avenue de Général De Gaulle.

Églises et chapelles de Châteaudun
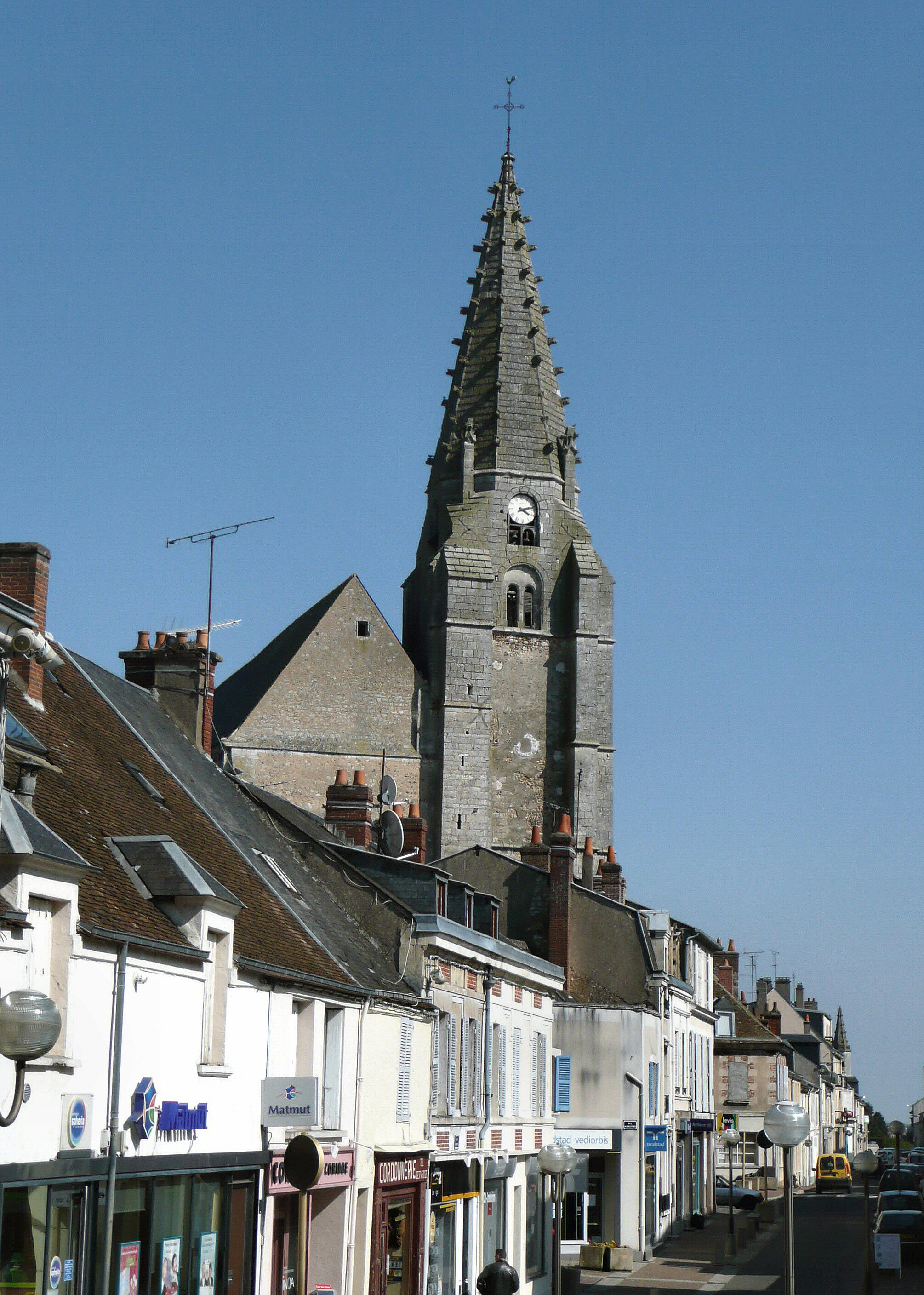
Église Saint-Valérien.
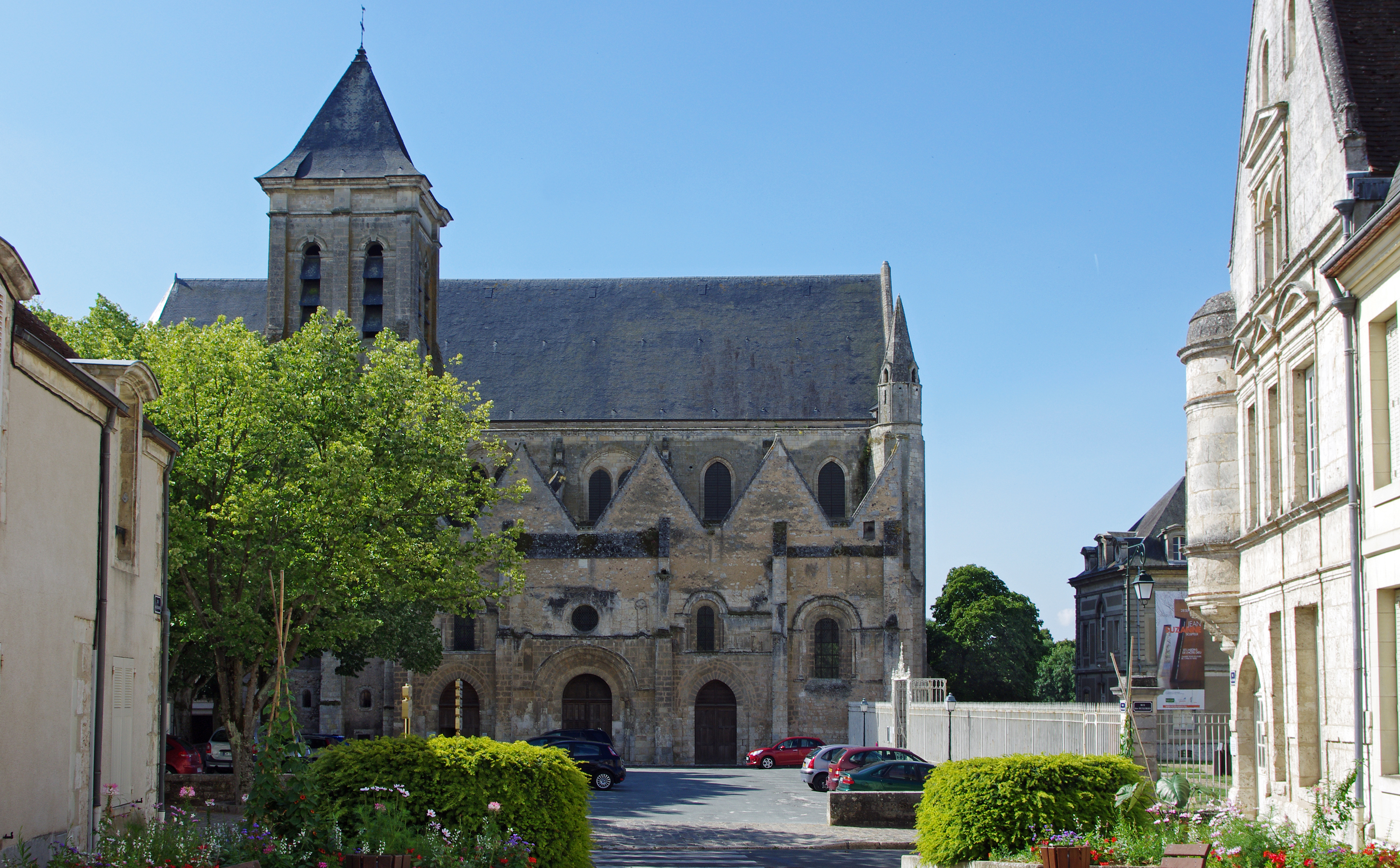
Église abbatiale de la Madeleine.
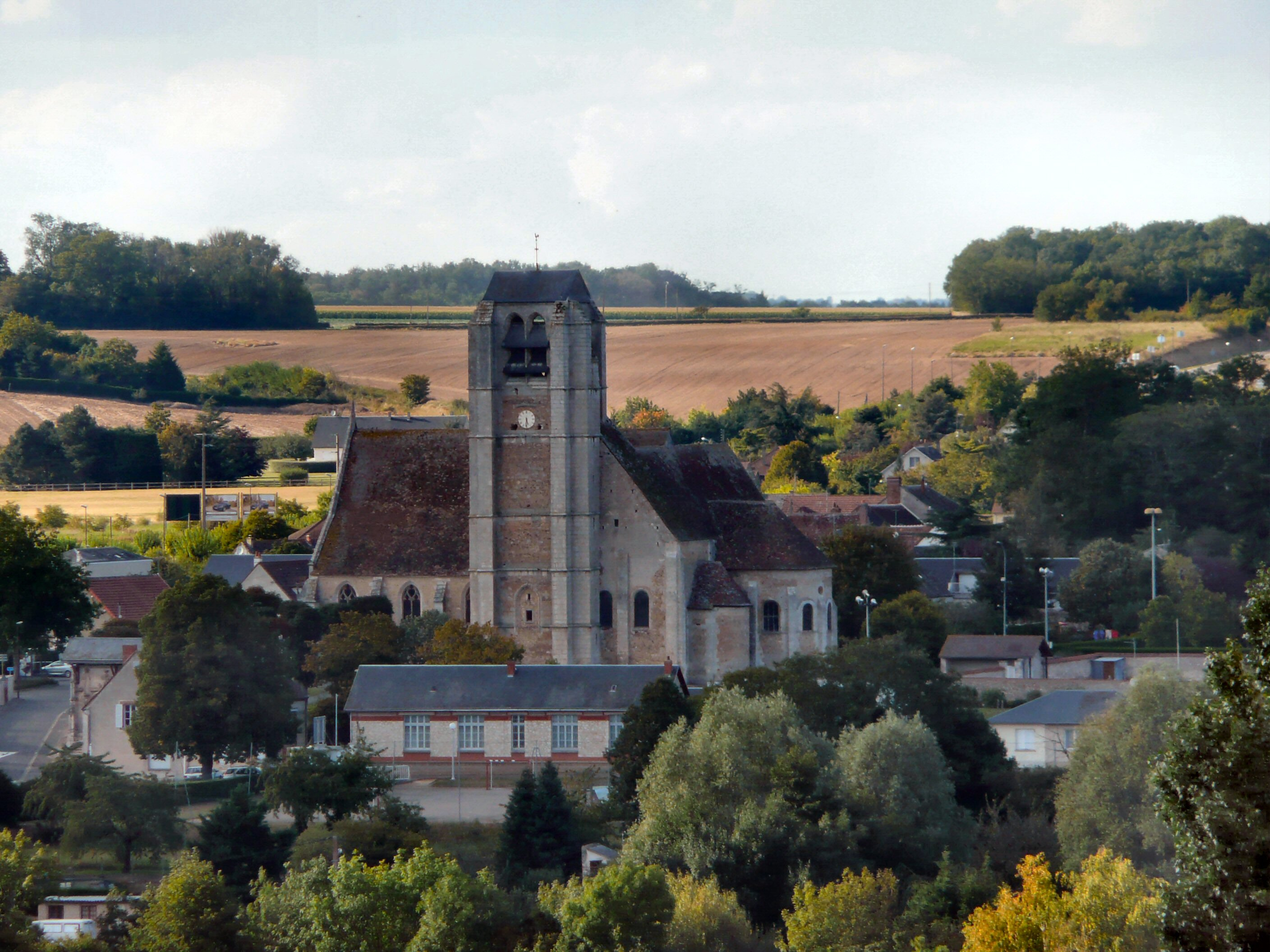
Église Saint-Jean-de-la-Chaîne.
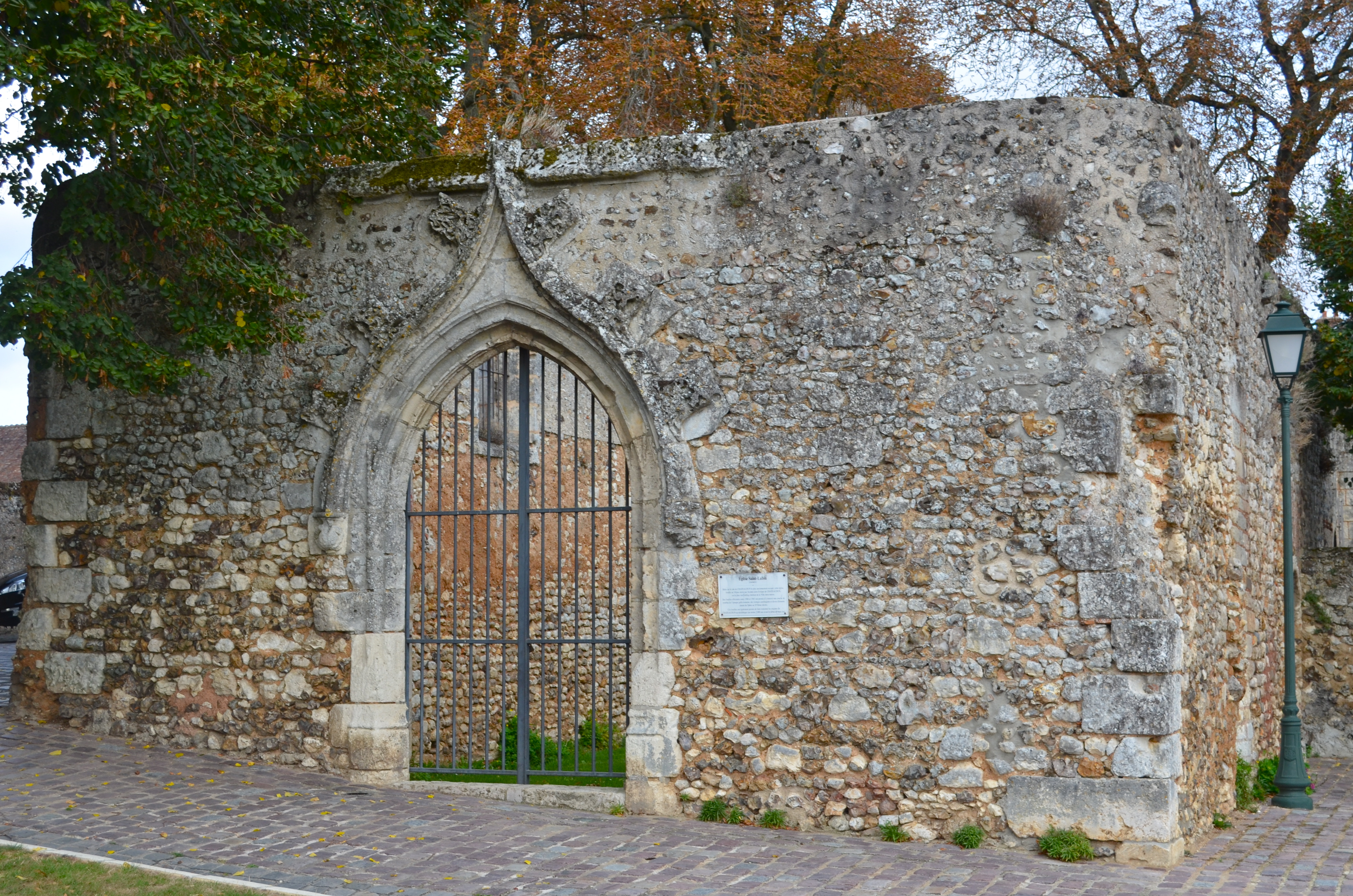
Ancienne église Saint-Lubin.
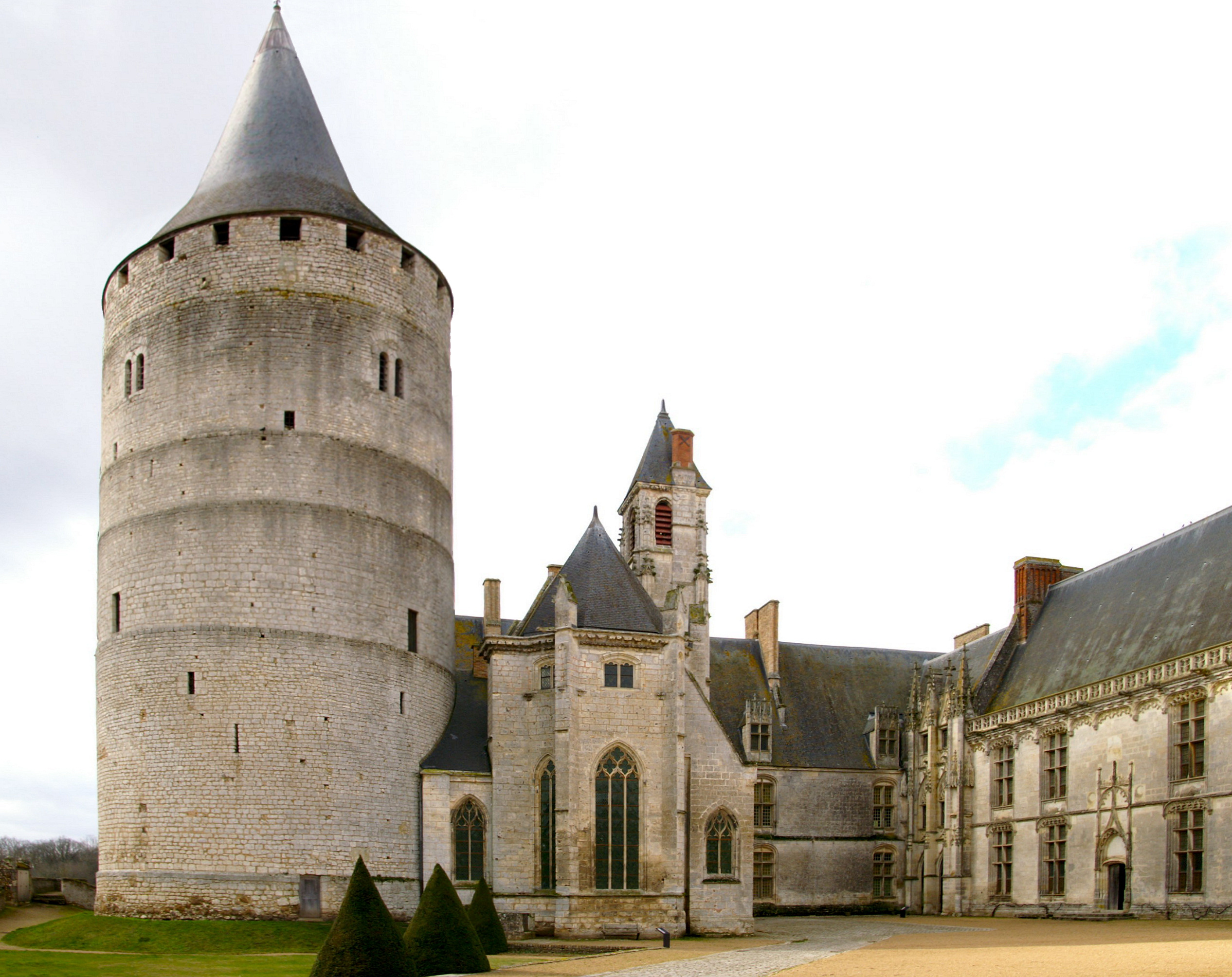
La Sainte-Chapelle, au pied du donjon.
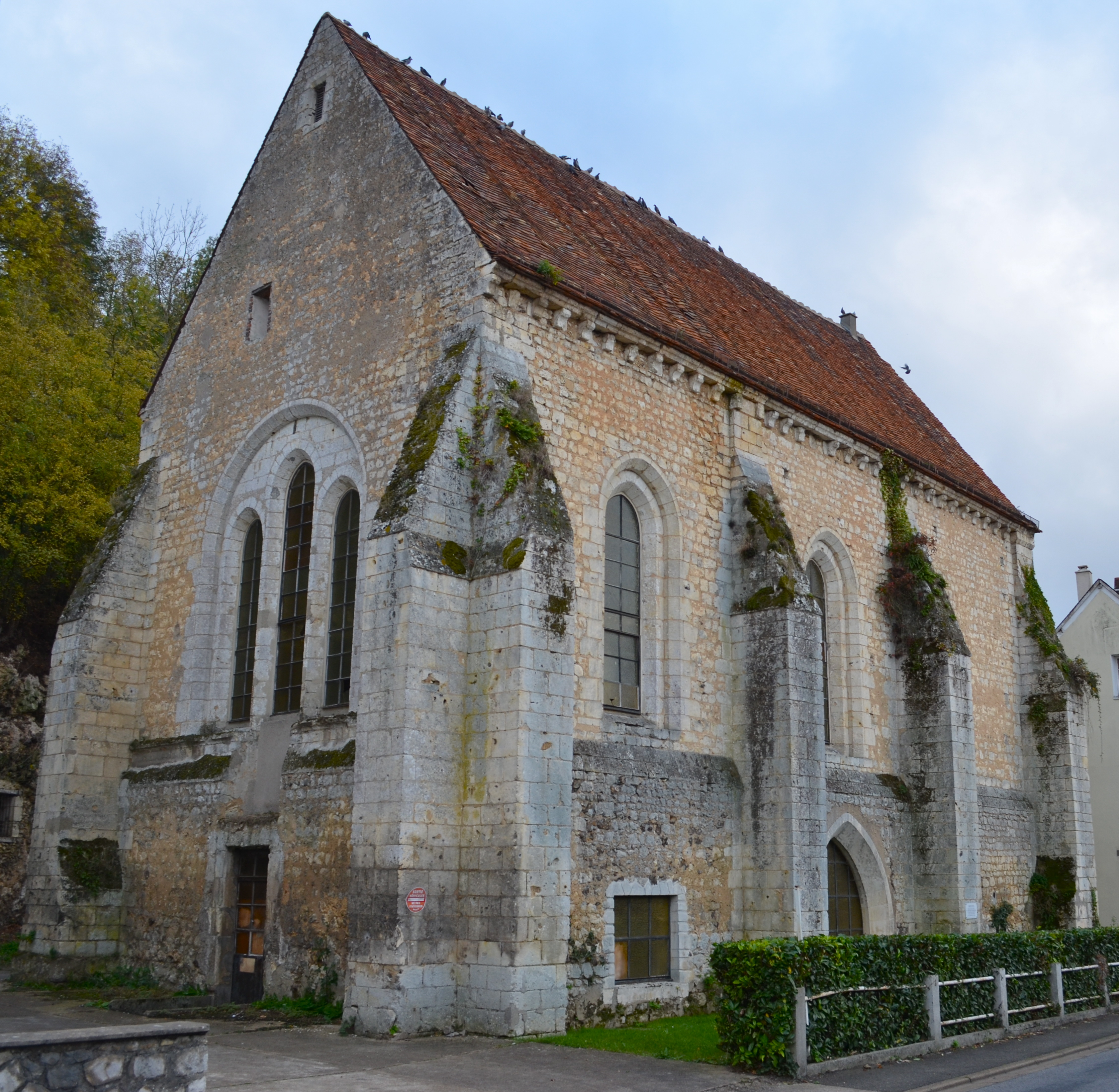
Chapelle Notre-Dame de la Boissière.
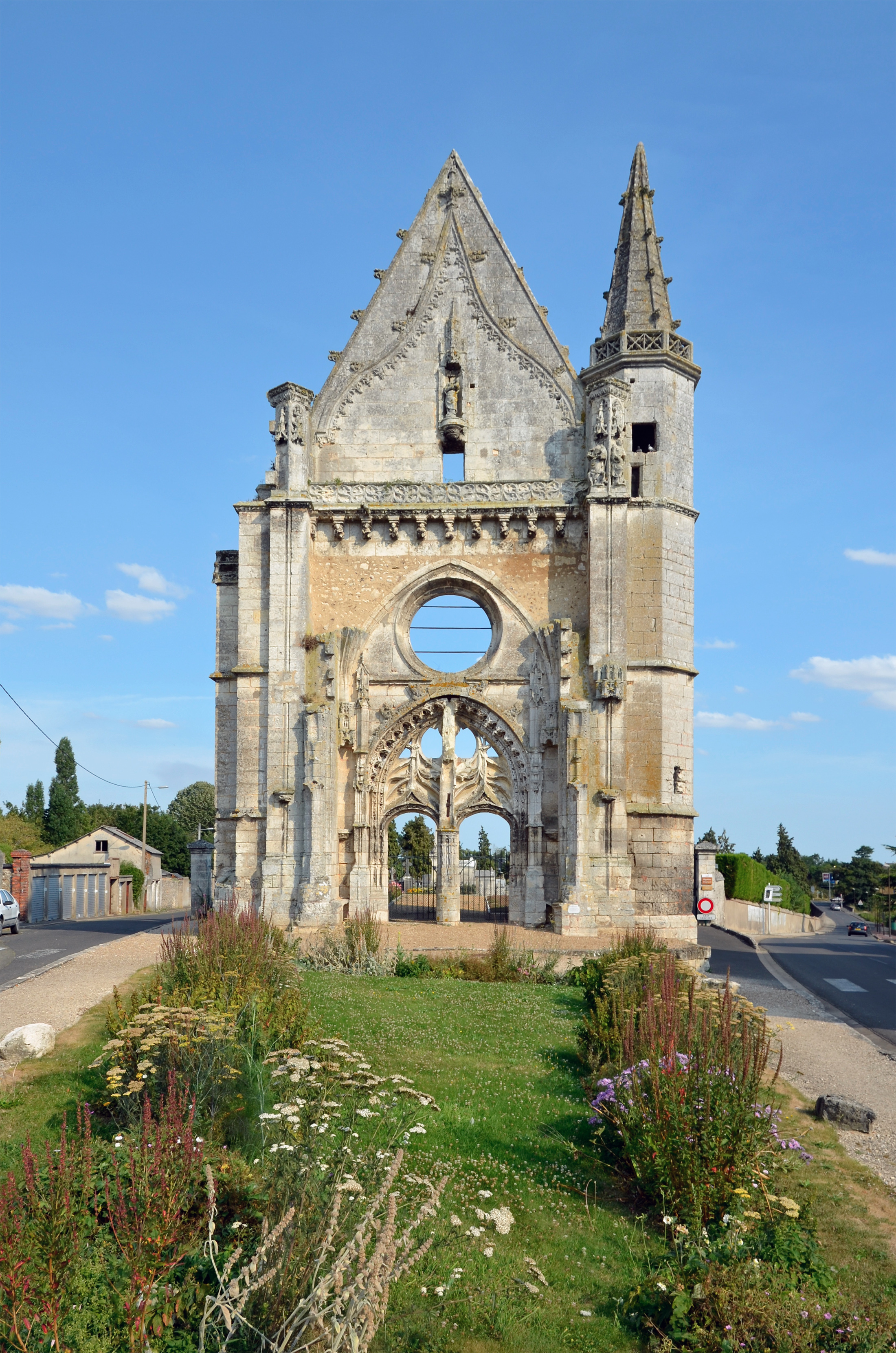
Ancienne chapelle Notre-Dame-du-Champdé.

### Patrimoine culturel

#### Théâtre, salle de spectacle

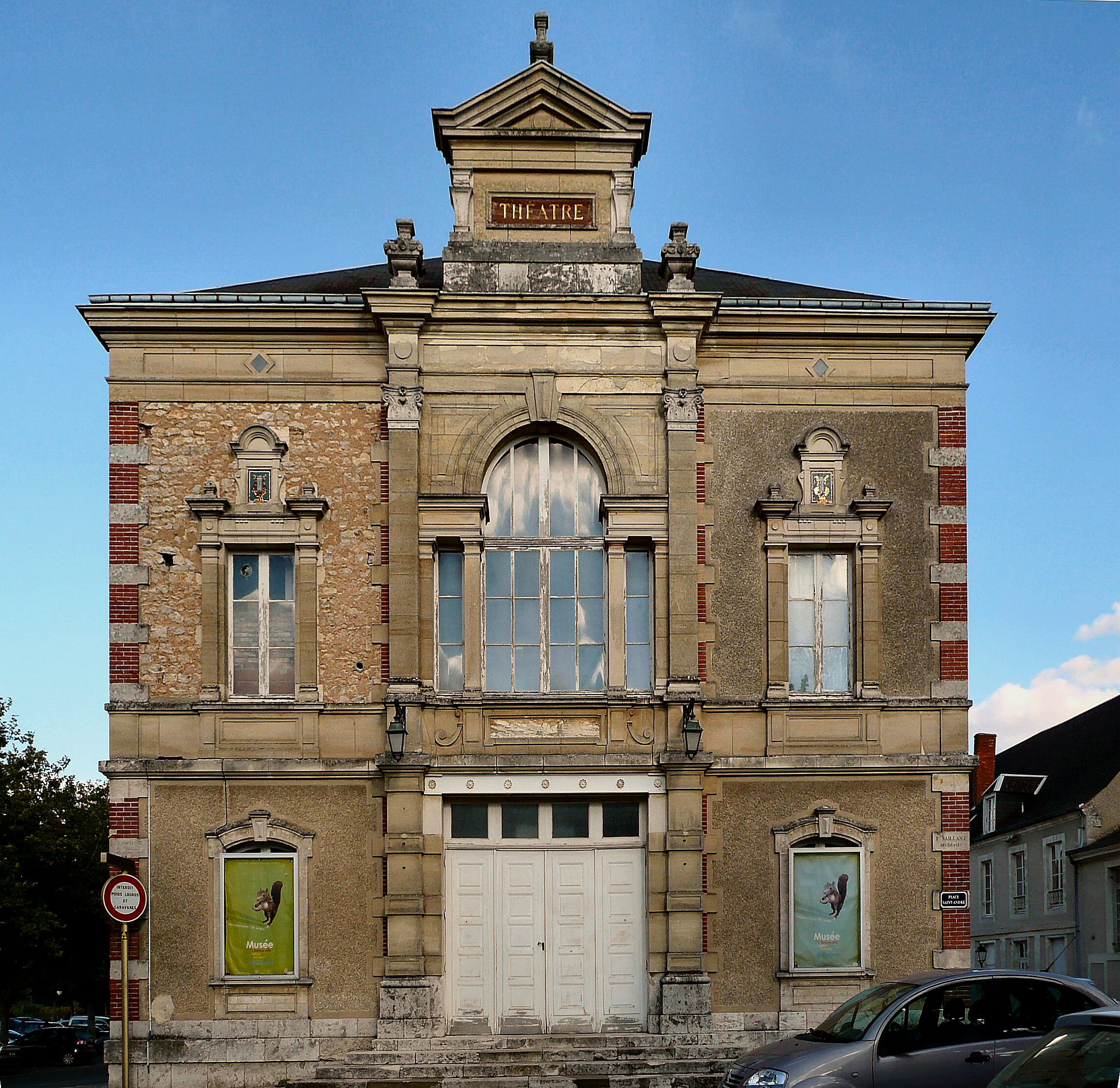
Le théâtre.

- Le théâtre
- L'Espace Malraux
- La salle Gaston-Couté

#### Médiathèque
Implantée au cœur géographique de la ville depuis décembre 1999, la médiathèque met à la disposition du public un fonds de 91 000 ouvrages, ainsi que disques et DVD. Elle accueille également un espace public numérique et des lectures de contes. Des expositions s'y tiennent régulièrement.

#### Cinéma
Situé dans le centre-ville, Le Dunois est un ensemble de trois salles de cinéma.

### Parcs et jardins

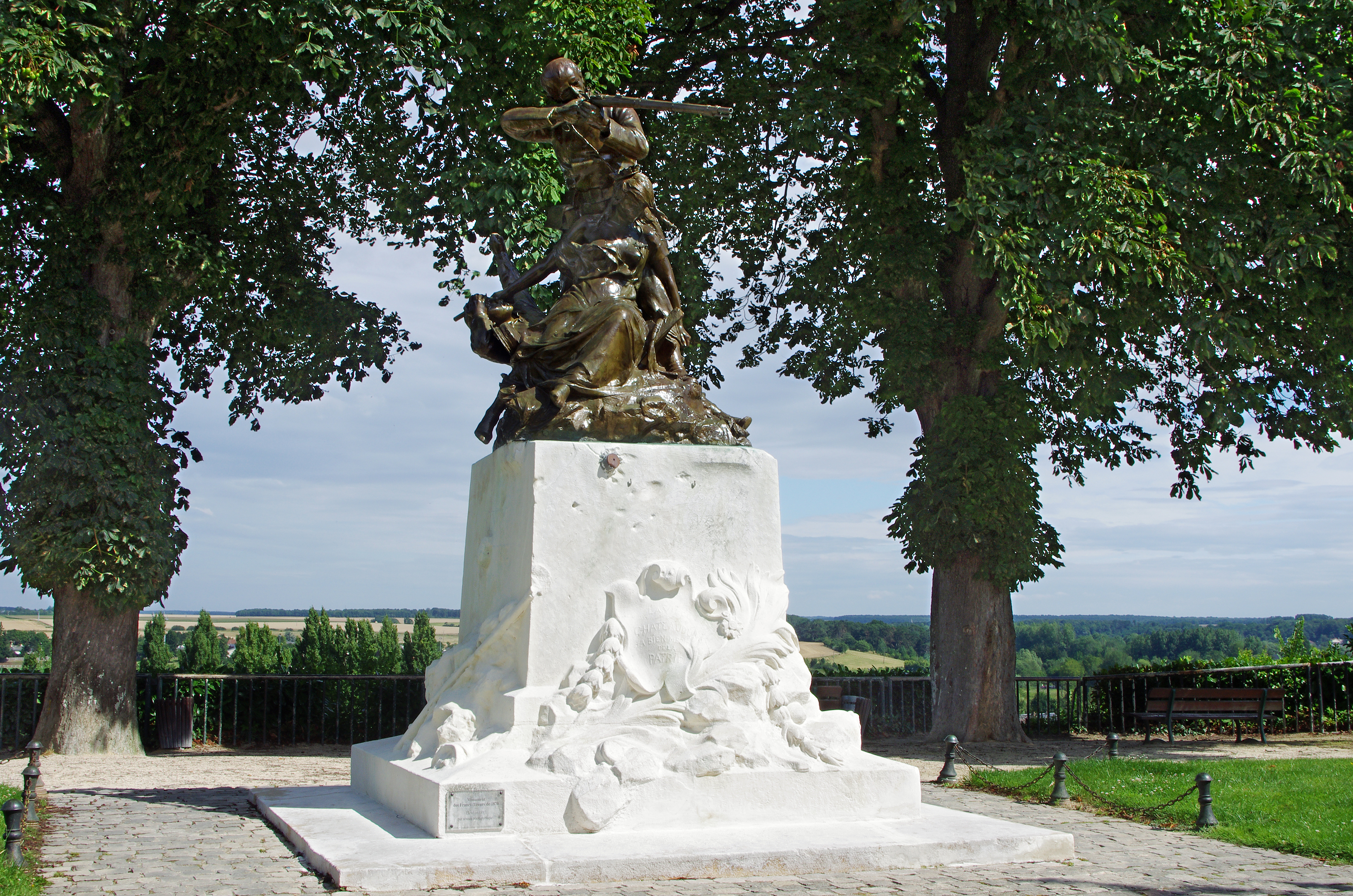
Antonin Mercié, Monuments des Francs-Tireurs de 1870 (1897), promenade du Mail.

- Promenade du Mail, où a été érigé le Monument dédié aux défenseurs de Châteaudun en 1870, groupe sculpté par Antonin Mercié, inauguré le 18 octobre 1897.
- Parc Léo-Lagrange.
- Parc de la Rainville.
- Jardins de l'Hôtel-Dieu.
- Jardins du bord du Loir.
- Bois des Gâts, lieu de promenade et parc de jeux avec un parcours santé. Pendant les vacances, le centre de loisirs de la ville accueille les enfants dans des locaux aménagés à l'entrée du bois.

### Patrimoine naturel

#### Grottes du Foulon
Creusées naturellement dans le calcaire il y a des millions d'années par les eaux de pluie (réseau karstique), les grottes du Foulon sont habitées dès la préhistoire par l'homme du paléolithique il y a 300 000 ans. Elles présentent une exposition d'outils en silex datant de l'âge de la pierre taillée et de la pierre polie, mise en place par la société dunoise d'archéologie. Le site du Foulon est une rare illustration de grottes où l'on peut observer des géodes marines géantes renfermant des empreintes d'animaux aquatiques figées dans le quartz ou dans la calcédoine. S'y trouvent aussi de grandes salles, galeries, piliers, marmites géantes et diaclase.
Il est possible d'y observer sur tout le parcours de visite, sous la ville de Châteaudun, la limite Crétacé-Tertiaire, strate datant de l'époque de la disparition des dinosaures sur Terre, il y a 65 millions d'années. Ces grottes réservent aussi des os géants découverts en août 2010, ou une vertèbre géante découverte en juin 2011. Une chasse aux trésors permanente est organisée dans les grottes, permettant aux enfants de découvrir ces grottes par le jeu. La visite guidée se termine par l'illumination intégrale des grottes, spectacle mettant en valeur le travail de l'eau sur la roche.

### Personnalités liées à la commune

#### Religion
- Hugues Ier de Châteaudun (? - 1023), vicomte de Châteaudun, archevêque de Tours.
- Jean Grancolas (1660-1732), théologien, liturgiste, professeur en Sorbonne né à Châteaudun[125].

#### Poésie et musique
- Eloy d'Amerval (c. 1455-1508), poète et compositeur. À Châteaudun en 1505, au moins. Il exerça également en tant que chantre, tenant la partie de ténor, à la cour de Savoie, à partir de 1455, sous les ordres du compositeur Guillaume Dufay, avant d'entrer au service du prince et poète Charles d'Orléans, au château de Blois, de 1464 à 1465. Il fut ensuite maître des enfants de chœur à Orléans (collégiale Saint-Aignan), de 1468 à 1471 au moins. À Milan, dans le courant des années 1470 (vers 1474-1475) il travailla pour la cour des Sforza. En 1480, il était maître du chœur de Saint-Hilaire-le-Grand, à Poitiers. De retour à Orléans (cathédrale), de 1482 à 1484, il écrivit des motets, chantés sur un texte double (latin et français), créés le 8 mai 1483, pour la fête de la ville, célébration annuelle de la délivrance d'Orléans du siège des anglais, le 8 mai 1429 par Jeanne d'Arc. Ces motets furent entendus jusqu'au milieu du XVIIe siècle (1646), au moins. Les textes sont conservés, mais la musique est actuellement perdue. On a de lui une messe polyphonique à 5 voix, Dixerunt discipuli, composée avant 1472 (vers 1465 ?) ainsi qu'un long poème, Le livre de la deablerie (publié en 1508). Le 18 janvier 1505, prêtre à Châteaudun, il est désigné exécuteur testamentaire de son fils, Guillaume d'Amerval.
- Pierre Guédron, compositeur de la chambre du roi d'Henri IV puis surintendant de la musique de Louis XIII, né à Châteaudun vers 1565.

#### Beaux-arts

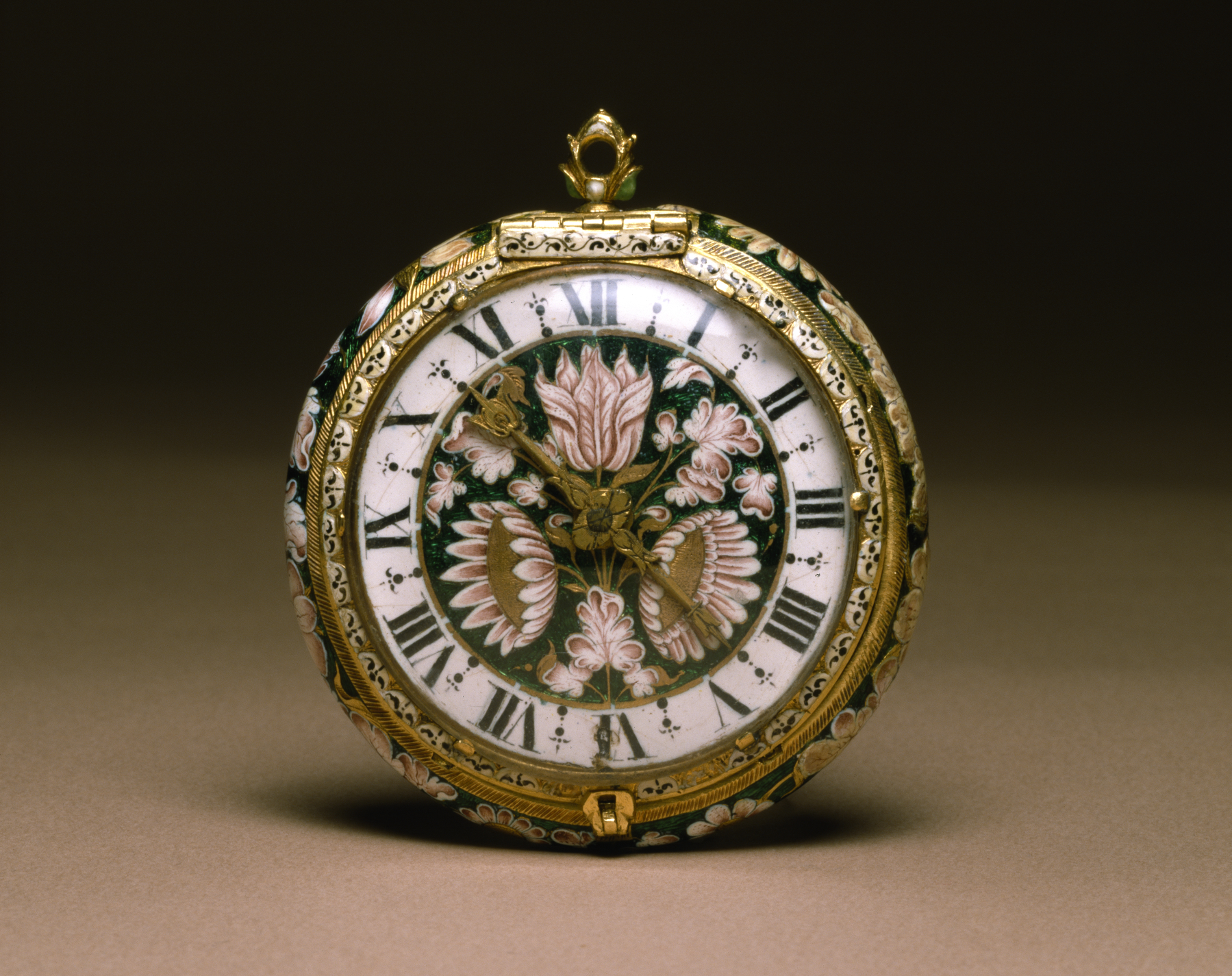
Montre décorée par Henry Toutin.

- Nicolas Chaperon, peintre et graveur, né en 1612 à Châteaudun.
- Pierre Toufaire, architecte, né à Châteaudun en 1739.
- Patrice Caumon, illustrateur né dans cette ville en 1944.
- Didier Cassegrain, dessinateur de bandes dessinées né en 1966 à Châteaudun.
- Judith Devaux, sculpteur animalier née à Châteaudun en 1970.
- Tomas Divi, peintre né à Gérone en 1904 et mort à Châteaudun en 1971.
- Pascal Pelletier, dessinateur né dans cette ville en 1976.

#### Littérature
- Auguste Villiers, écrivain, journaliste et auteur dramatique, né à Châteaudun (1834-1900).
- Françoise Pinsard, écrivaine née en 1929 à Châteaudun.
- Jean-Pierre Ferrière, écrivain, valeur confirmée du roman policier français, né le 4 mars 1933 à Châteaudun.
- Bertrand Visage, écrivain né en 1952 à Châteaudun.
- Christophe Ferré a passé son enfance à Châteaudun.

#### Sciences
- Pierre Roussel (1742-1802), médecin et journaliste, décédé à Châteaudun le 19 septembre 1802[126].
- Achille Guénée, entomologiste décédé à Châteaudun en 1880.
- Henri Lefèvre, économiste.
- Jules-Émile Péan, chirurgien du XIXe siècle, né à Marboué (4 km au nord de Châteaudun) le 29 novembre 1830, inventeur de la pince qui porte son nom. Il a, le premier en France, contribué à vulgariser l'ovariectomie. Une rue de la ville porte son nom.

#### Sports
- Charles Brennus, maître-graveur et président d'honneur de la fédération française de rugby (1921), il est le créateur du bouclier de Brennus, la récompense suprême du Championnat de France de rugby. Il est né à Châteaudun en 1859.
- Guy Boissière, né à Châteaudun le 11 mai 1929, entraîneur de natation sportive.
- Christophe Lavainne, coureur cycliste professionnel est né à Châteaudun le 22 décembre 1963.
- Romain Feillu, frère de Brice, coureur cycliste professionnel est né à Châteaudun le 16 avril 1984. Il a été vice-champion du monde espoirs à Salzbourg en 2006 et porteur du maillot jaune en 2008.
- Brice Feillu né à Châteaudun le 26 juillet 1985, est, comme son frère aîné Romain, coureur cycliste professionnel. Il a remporté une étape du Tour de France, c'était une arrivée au sommet à Andorre Arcalis en 2009.
- Terry Bouhraoua, né à Châteaudun le 29 août 1987, jeune joueur de rugby à XV et de rugby à 7 prometteur, évoluant actuellement au Stade français Paris rugby au poste de demi de mêlée.

#### Militaire
- Jean de Dunois, comte de Dunois, Bâtard d'Orléans, capitaine et compagnon de Jeanne d'Arc, grand chambellan de France.
- Gabriel Boisguyon, militaire de la Révolution française né à Châteaudun en 1763 et mort guillotiné à Paris le 21 novembre 1793.
- Jacques-Valère Clément (1763-1839), général français au XIXe siècle
- Jean Fournier (1917-1961), officier de l'armée de l'air, Compagnon de la Libération, commandait la Base aérienne 279 de Châteaudun quand il s'est tué lors d'un vol d'entraînement.

#### Autres
- Simon de Phares, né le 9 août 1444 à Châteaudun, astrologue et astronome dont la famille était originaire de Meung-sur-Loire.
- Jean-Michel-Marguerite de Laforge, né en 1753 à Châteaudun où il meurt en 1830, avocat et député du Tiers état aux États généraux de 1789 pour le bailliage de Blois.
- Louis Ange Pitou, journaliste, contre-révolutionnaire et pamphlétaire, né à Valainville (commune de Moléans), à 5 km de Châteaudun. Un passage de la ville porte son nom.

### Lieu de tournage
Le château a servi de décor pour certaines scènes de deux films français :
- 1990 : Dames galantes de Jean-Charles Tacchella ;
- 1994 : Jeanne la Pucelle de Jacques Rivette.

### Devise et héraldique
| Blason de Châteaudun | Les armes de Châteaudun se blasonnent ainsi : - De gueules, à trois croissants montant d'argent 2 et 1, au chef d'azur chargé d'une croix de la Légion d'honneur en souvenir de sa belle défense de 1870, et pour devise : « EXTINCTA REVIVISCO » (Éteinte je renais), tel que rapporté par Malte-Brun, dans la France illustrée (1882). - De gueules à trois croissants d'argent, au chef cousu d'azur chargé de l'étoile de la Légion d'honneur », tel que rapporté par le Grand Larousse encyclopédique (1960). |

Sur le 1er plan gravé de François de Belleforest en 1575 figurent les armoiries de la ville, un escu de gueulles à trois croissants d'argent et sa devise Extincta Revivisco. Les échevins déclarent en 1697 que Châteaudun ne possède pas d'armoiries, affirmation erronée dans le seul but, semble-t-il, et à l'instar d'autres villes, de ne pas payer l'impôt relatif à l'enregistrement des armoiries. Un blason leur est imposé, qui ne vit jamais le jour, un escu de sable à 2 plaz d'argent. De 1735 à 1830, à la suite des privilèges accordés à la ville après l'incendie de 1723 (exemption de taille, envoi de l'architecte du Roy), un chef de France d'azur à 3 fleurs de lys d'or complète les armoiries. Les armoiries retrouvent leur image de 1575 en 1860. En 1877, consécutivement à sa défense héroïque du 18 octobre 1870, le maréchal de Mac Mahon, président de la République, autorise la ville, par décret du 3 octobre 1877, à faire figurer la Croix de la Légion d'honneur dans ses armoiries.